# 多摩センター駅

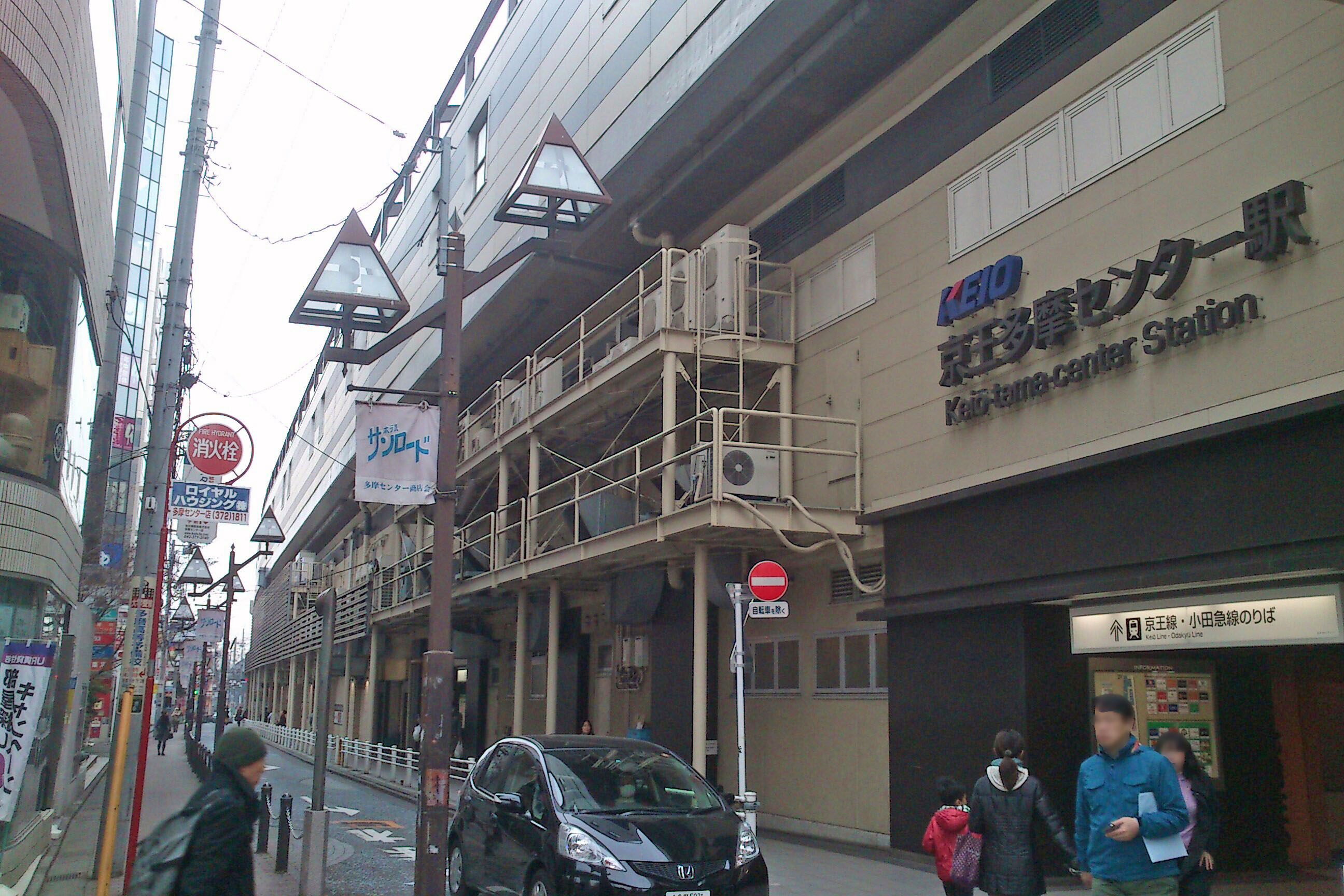
京王・小田急多摩センター駅北口（2014年1月）

多摩センター駅（たまセンターえき）は、東京都多摩市落合一丁目にある、京王電鉄・小田急電鉄・多摩都市モノレールの駅である。駅周辺は日本最大級のニュータウンである多摩ニュータウンの中心的地域（都市センター）として機能している。利用者からは同駅及び同駅周辺は略して「多摩セン（）」とも呼ばれる。
事業者により正式名称は異なるが、いずれも近接しており、相互乗換駅として案内されている。本項ではこれらを総括して詳述する。
- 京王多摩センター駅（けいおうたまセンターえき） - 京王相模原線の駅。京王相模原管区所属で、管区長所在駅である。駅番号はKO41。
- 小田急多摩センター駅（おだきゅうたまセンターえき） - 小田急多摩線の駅。駅番号はOT 06。
- 多摩センター駅（たまセンターえき） - 多摩都市モノレール線の駅。同路線の終点。駅番号はTT01。

## 歴史
開発以前における駅新設箇所周辺は南多摩郡多摩村大字落合に属し、下落合、山王下、中沢、中組といった小字の丘陵地谷戸部に集落が点在する純農村であった。その谷戸部に沿って多摩川に注ぐ乞田川が大きく蛇行して流れていたが、土地区画整理事業による開発が行われ、乞田川を水捌けの大きい直線状に改修し、同時に並行する幹線道路が新設された。そして元来起伏があった地形に切土で所要の広さの平地を造成し、そこに当駅が建設された。
また、当地が多摩ニュータウン業務・商業地区として「都市センター」地区と位置付けられたことから、京王帝都電鉄（現・京王電鉄）と小田急電鉄の両社は、当地を通るルートで新線事業工事認可を取得し、2路線が当駅に乗り入れることとなった。多摩ニュータウン開発は、東隣の永山駅周辺の諏訪・永山地区から始められ、そこでの第1次入居が行われる1971年（昭和46年）に京王・小田急新線開通の照準が合わせられた。しかし、新線建設は諸般の事情で大幅に遅れ、途中の永山駅までは1974年（昭和49年）6月に小田急が先行開通したが、逆に多摩センター駅までは小田急の工事が約1年遅れ、京王が同年10月に先行して開業した。
一方、2000年（平成12年）に当駅へ乗り入れた多摩都市モノレールは、当地が東京圏の広域的な連携・交流の拠点として「東京構想2000」の中で《核都市》の中心に位置づけられているため、多摩地域の南北間の円滑なアクセスを担う新しい公共交通機関として開通した。

### 年表
- 1974年（昭和49年）10月18日：京王相模原線延伸に伴い、京王多摩センター駅開業。通勤快速・快速・各停の停車駅となる。
- 1975年（昭和50年）4月23日：小田急多摩線延伸に伴い、小田急多摩センター駅開業[1]。各停の停車駅となる。
- 1992年（平成4年）5月28日：京王相模原線で特急運行開始、京王多摩センター駅が停車駅となる[2]。
- 2000年（平成12年）
  - 1月10日：多摩都市モノレール線延伸に伴い、多摩センター駅開業。
  - 12月2日 - 小田急多摩線で特急ロマンスカー「ホームウェイ」と急行運行開始され、小田急多摩センター駅が停車駅となる。
- 2001年（平成13年）3月25日：京王相模原線で急行運行開始、京王多摩センター駅が停車駅となる。同時に京王相模原線特急廃止（その後復活）。
- 2002年（平成14年）3月23日：小田急多摩線で多摩急行の運行が開始され、小田急多摩センター駅が停車駅となる[3]。
- 2004年（平成16年）12月11日：小田急多摩線で区間準急の運行が開始され、小田急多摩センター駅が停車駅となる[4]。
- 2005年（平成17年）5月 - 2006年（平成18年）3月：小田急多摩センター駅リニューアル工事実施。
- 2008年（平成20年）3月15日：小田急多摩線で特急ロマンスカー「メトロホームウェイ」の運行が開始され、小田急多摩センター駅が停車駅となる。
- 2013年（平成25年）2月22日：京王相模原線で特急運行復活、京王多摩センター駅が停車駅となる。
- 2014年（平成26年）3月15日：小田急多摩線で準急運行開始。小田急多摩センター駅が停車駅となる。なお、このダイヤ改正で設定された多摩線準急は平日朝下り1本のみである。
- 2015年（平成27年）9月25日：京王相模原線で準特急運行開始、京王多摩センター駅が停車駅となる[5]。
- 2016年（平成28年）
  - 3月12日：京王電鉄が、サンリオのキャラクター「ハローキティ」を京王多摩センター名誉駅長に任命。同時に、駅空間が濃紺やゴールド、ワインレッドを基調としたデザインとなる[6]。
  - 3月26日：小田急多摩線で区間準急・特急ロマンスカー廃止。
- 2018年（平成30年）
  - 2月22日：京王相模原線で京王ライナー運行開始、京王多摩センター駅が停車駅となる[7]。
  - 3月17日：小田急多摩線で通勤急行・快速急行の運行が開始され、小田急多摩センター駅が停車駅となる。同時に同線における多摩急行、準急の運行を廃止[8]。
  - 12月6日：小田急多摩センター駅で、サンリオキャラクターを使用したデザイン装飾を実施[9]。

### 駅名の由来
駅南側が多摩ニュータウン「都市センター」地区として位置付けられ、複合した都市機能を有する商業・業務・文化的中心地であることから「中央」の英語訳である「多摩センター」となった。計画段階の仮称「多摩中央（）」とも関係している（下記参照）。なお、多摩センターと称する機関や施設がある訳ではない。
駅が同一場所に位置する場合、駅名も同一名称にするのが一般的であるが、京王および小田急は同時期に開業した永山駅と同様、両線が同じ新宿駅を起点とするため、乗客の誤乗や不正乗車を防止する目的から、会社名を冠した「京王多摩センター駅」および「小田急多摩センター駅」として明確に区別されている。ただし、多摩都市モノレールに関しては新宿駅を経由せず、また開業当時には既に自動改札機が普及していたことにより誤乗や不正乗車のおそれがないため、単なる「多摩センター駅」と命名された。
当駅および周辺地域は、利用者や住民から「多摩セン（）」の愛称で呼ばれることもあり、鉄道事業者側も京王多摩センターSCオープン時の広告キャッチコピーに使用している。
なお、京王および小田急の駅建設計画時の仮称は「多摩中央駅」であった。開業前、行先表示装置内に「多摩中央」の表示を用意していた車両があったほか、名称に「多摩中央駅」を含む施設も僅かながら存在する。

## 駅構造
京王・小田急多摩センター駅は双方が別々の3層のコンクリートラーメン高架橋構造の建造物で、3層目にプラットホーム、2層目に駅舎と店舗があり、並行に隣接して配置され、ほぼ一体化して建っている。また、2層目のコンコースは南側で歩車分離をした街づくりの基軸となるペデストリアンデッキとバスターミナルに直結し、1層目階下は店舗とタクシー乗り場、駐車場などに利用されている。京王中央口改札と小田急西口改札は同一通路上にあり、京王⇔小田急間乗換は永山駅と共に便利である。
一方、多摩都市モノレールの多摩センター駅は「都道町田・日野線」の上空に建造されているため、京王・小田急の両駅とは約200m程離れており、ペデストリアンデッキで接続されている。元々暫定で建っていた建物を解体した跡地に連絡通路を建設したため、屋根がない。モノレール駅寄りに数十m分あった屋根も、商業施設建設工事に伴い骨組みを残し撤去されている。雨天時にはペデストリアンデッキ下のバスターミナルを経由すれば、屋根がない部分の距離は少なくなるが、上下移動を要する階段がある。

### 京王電鉄（京王多摩センター駅）
島式ホーム2面4線を有する高架駅。現行ダイヤでは相模原線内の駅の中で唯一、各駅停車などが当駅で特急・急行の待ち合わせを行う。プラットホームには開設当初から8両編成分の上屋とエスカレーター設備の準備工事が施されていたが、その後数回のリニューアルで10両編成分の上屋と上り・下りの両エスカレーターおよびエレベーターが設置された。なお、当初設けられたエレベーターは改札外に通じていたため、身体障害者専用の特殊な使い方がされていた。また、東改札口が新設され、その後においても駅務室の位置が改札口の北側に改装されている。
なお、当駅が始発・終着駅であった時期は上り方に両渡りの分岐器があり、3・4番線のみが常用されていた。南大沢延伸後は西側の橋本側に引上線が設備され、折返しに利用されている。また、かつては小田急多摩センター駅とホームの番号が連番になっていた。
10両編成1本の夜間滞泊が設定されている（最終となる当駅止まりの快速が到着後留置され、翌朝当駅始発の特急新宿行きとして運転される）。
当駅はテーマパーク「サンリオピューロランド」の最寄り駅ということにちなみ、2016年11月1日から、ピューロランドのテーマソング「ピューロマーチ」がオルゴール調で列車接近メロディーとして使われている。京王ライナー到着時も下り（橋本行）・上り（京王線新宿行）共に鳴動する。また、駅のホーム、改札内・改札外コンコースなど至る所にハローキティやマイメロディなどのサンリオのキャラクターがあしらわれている。

#### のりば
| 番線 | 路線     | 方向 | 行先                                     |
| ---- | -------- | ---- | ---------------------------------------- |
| 1・2 | 相模原線 | 下り | 橋本方面                                 |
| 3・4 | 相模原線 | 上り | 調布・明大前・笹塚・新宿・都営新宿線方面 |

- 主本線は2・3番線で、1番線と4番線は待避線。
- 2018年（平成30年）2月22日ダイヤ改正より、当駅で種別変更を行う列車が設定されている[13]。

| 運転番線 | 営業番線 | ホーム | 新宿方面着発 | 橋本方面着発 | 引き上げ線着発 | 備考       |
| -------- | -------- | ------ | ------------ | ------------ | -------------- | ---------- |
| 1        | 1        | 10両分 | 到着・出発可 | 出発可       | 入区可         | 下り副本線 |
| 2        | 2        | 10両分 | 到着・出発可 | 出発可       | 入区可         | 下り主本線 |
| 3        | 3        | 10両分 | 出発可       | 到着可       | 出区可         | 上り主本線 |
| 4        | 4        | 10両分 | 出発可       | 到着可       | 出区可         | 上り副本線 |

#### 駅構内施設
- 京王多摩センターSC
  - 啓文堂書店 多摩センター店
  - 京王アートマン 多摩センター店
  - 京王ストア 多摩センター店

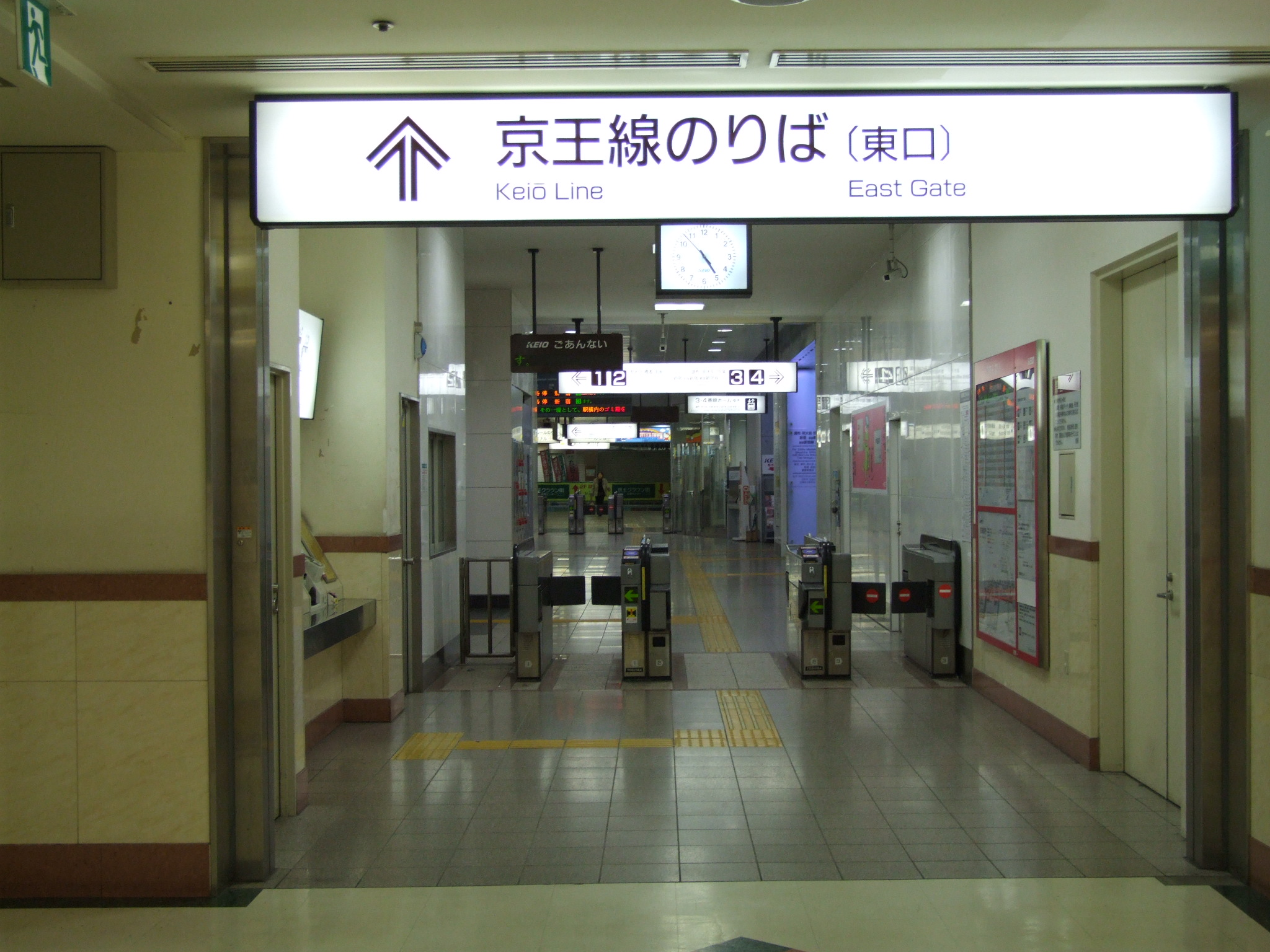
東口改札（2007年11月）
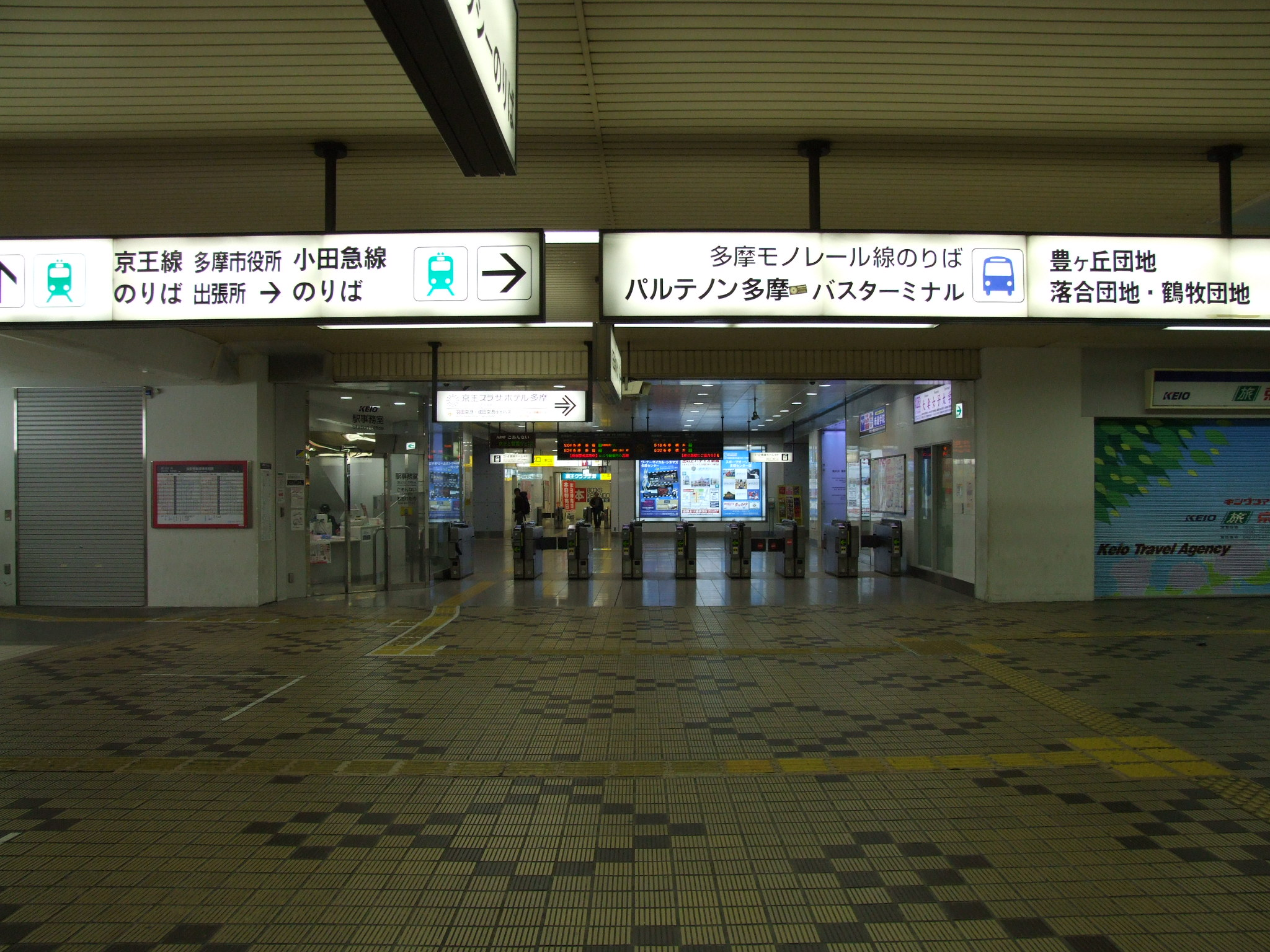
中央口改札（2007年2月）
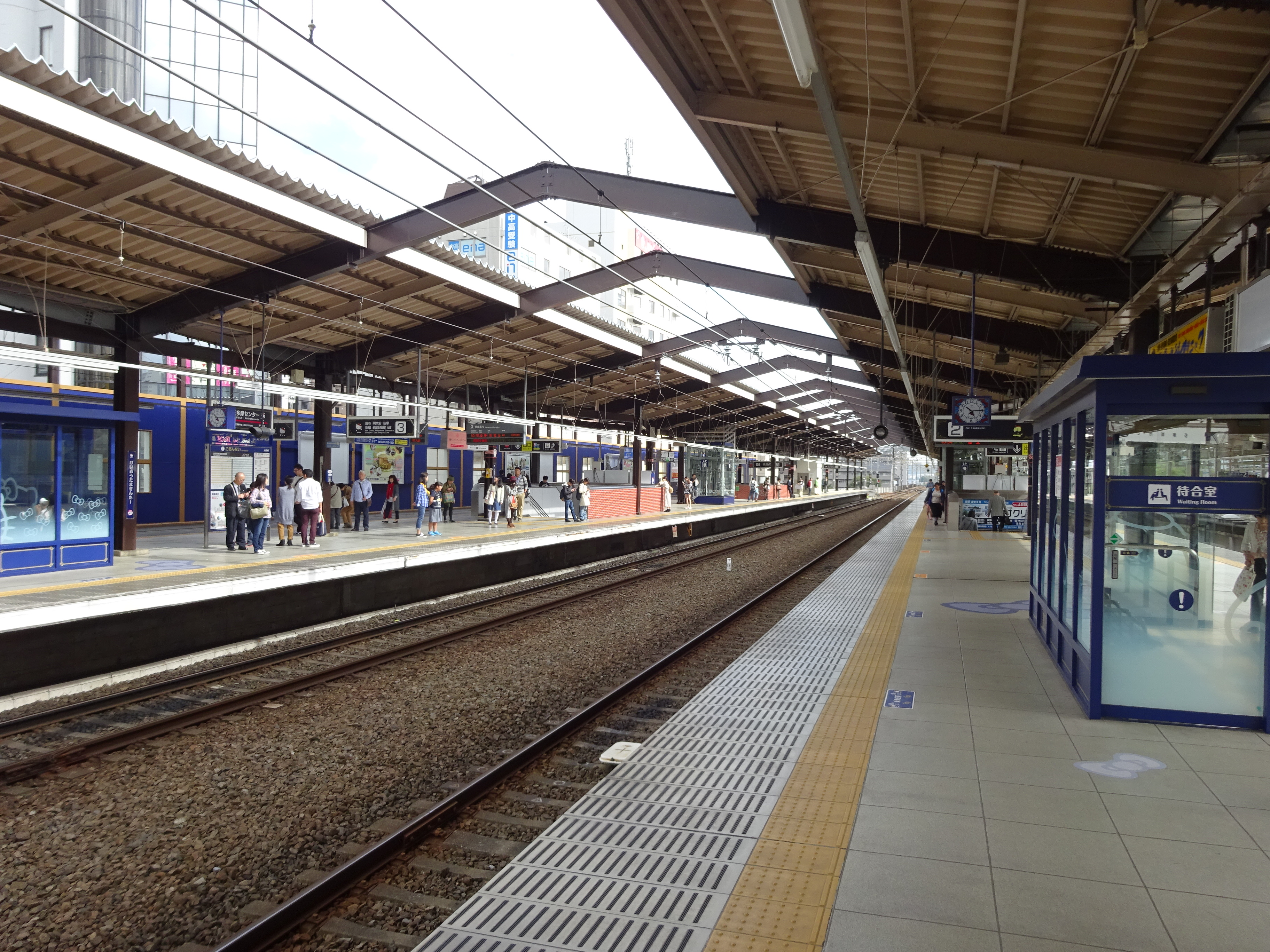
ホーム（2016年10月）

### 小田急電鉄（小田急多摩センター駅）
相対式ホーム2面2線を有する高架駅。
元来は島式ホーム2面4線構造であるが、開業当初は副本線には軌道は設置されておらず、2面2線のみ使用していた。その後、車両留置線の確保のために1985年3月10日より上下線とも副本線の使用を開始し、2面4線の構内配線となった。また、延長線上も引き上げ線として整備され、長い間列車の発着や回送列車の留置などにも使われていた。
その後、1990年に多摩ニュータウン唐木田地区の入居開始に合わせ、多摩線は唐木田駅まで延長され当駅は終点で無くなると同時に、唐木田駅に車両基地が新設されたため、当駅西方の渡り線や副本線であった側線の必要性が薄弱となり、2006年5月頃から使用を中止した。現在、副本線側のホームは上下線とも柵で封鎖されており、線路も本線と分断され、単純な停留場となっている。なお、唐木田から相模原方面への延伸時（詳細は「小田急多摩線#相模原延伸計画」を参照）には副本線を再び復活させ、改めて唐木田寄りに引き上げ線も新設する構想がある。
リニューアル工事後は、先の京王と同様に東口が新設されるとともにエスカレーターやエレベーターが設置された。また、駅高架建物南面の風防壁がガラススクリーンに改装されている。
2008年度末から、改札ラッチ内とプラットホームで乗客案内用の発車標の使用が開始されている。
2018年3月ダイヤ改正から新宿直通の急行、当駅始発の通勤急行が運行される。

#### のりば
| ホーム | 路線   | 方向 | 行先                            |
| ------ | ------ | ---- | ------------------------------- |
| 1      | 多摩線 | 下り | 唐木田方面                      |
| 2      | 多摩線 | 上り | 新百合ヶ丘・新宿・ 千代田線方面 |

- 2025年3月改正以降、日中時間帯は急行が10分間隔で毎時6本発着する。(新宿駅発着、千代田線直通どちらも20分間隔で毎時3本ずつ)

#### 駅構内施設
- 横浜銀行多摩センター支店 小田急多摩センター駅出張所（ステーションATM）
- 小田急マルシェ

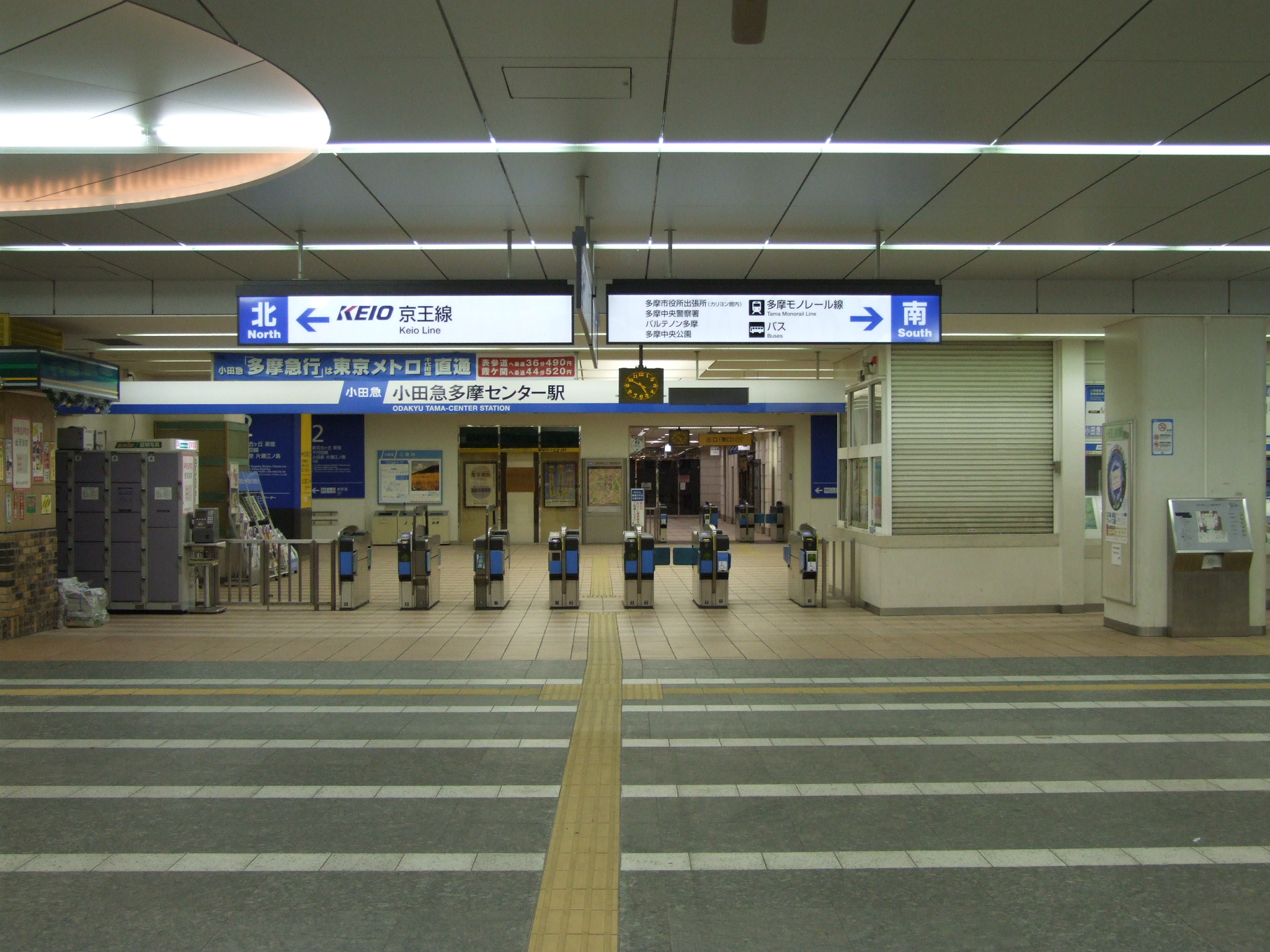
西口改札（2007年11月）
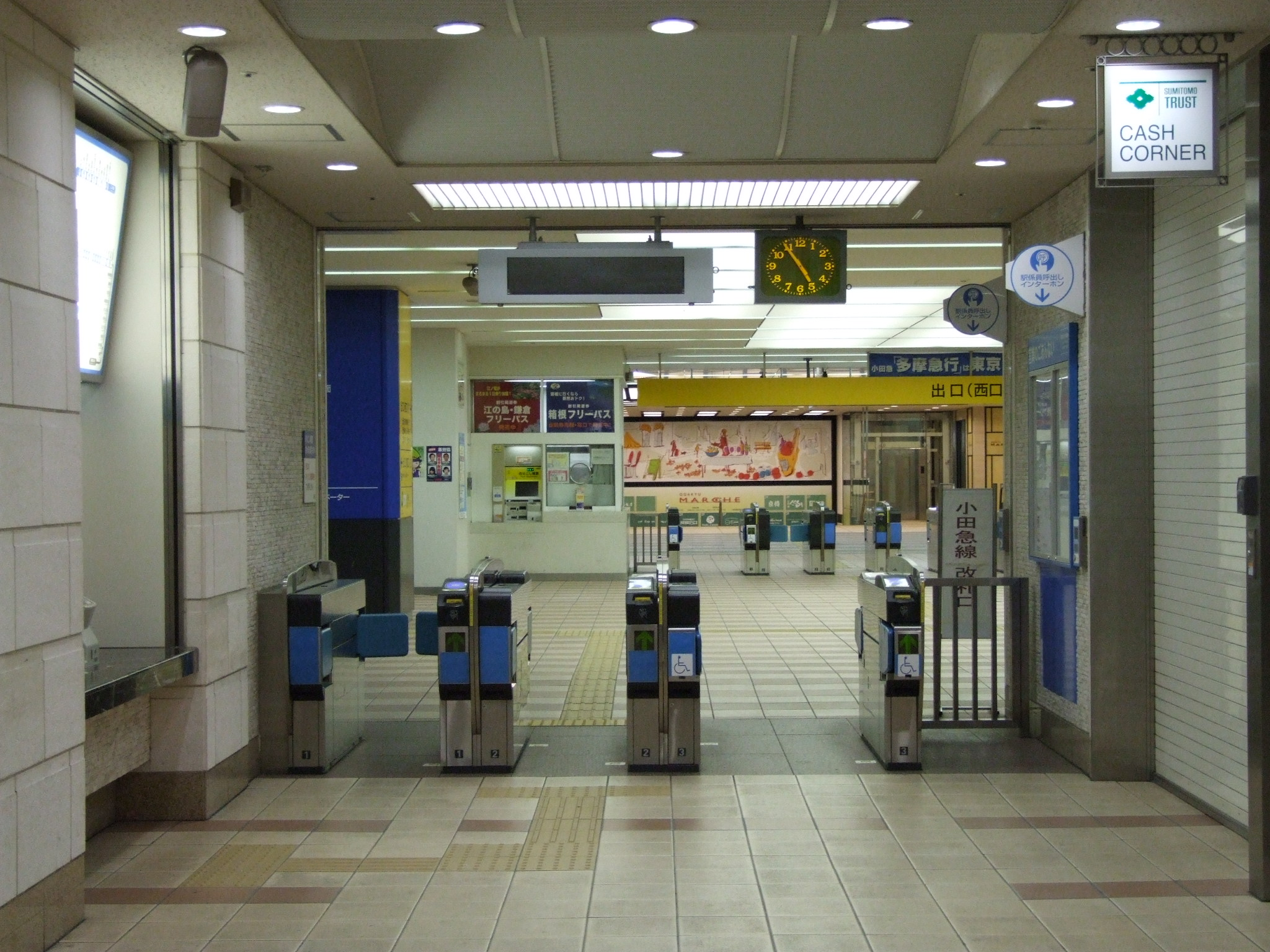
東口改札（2007年11月）
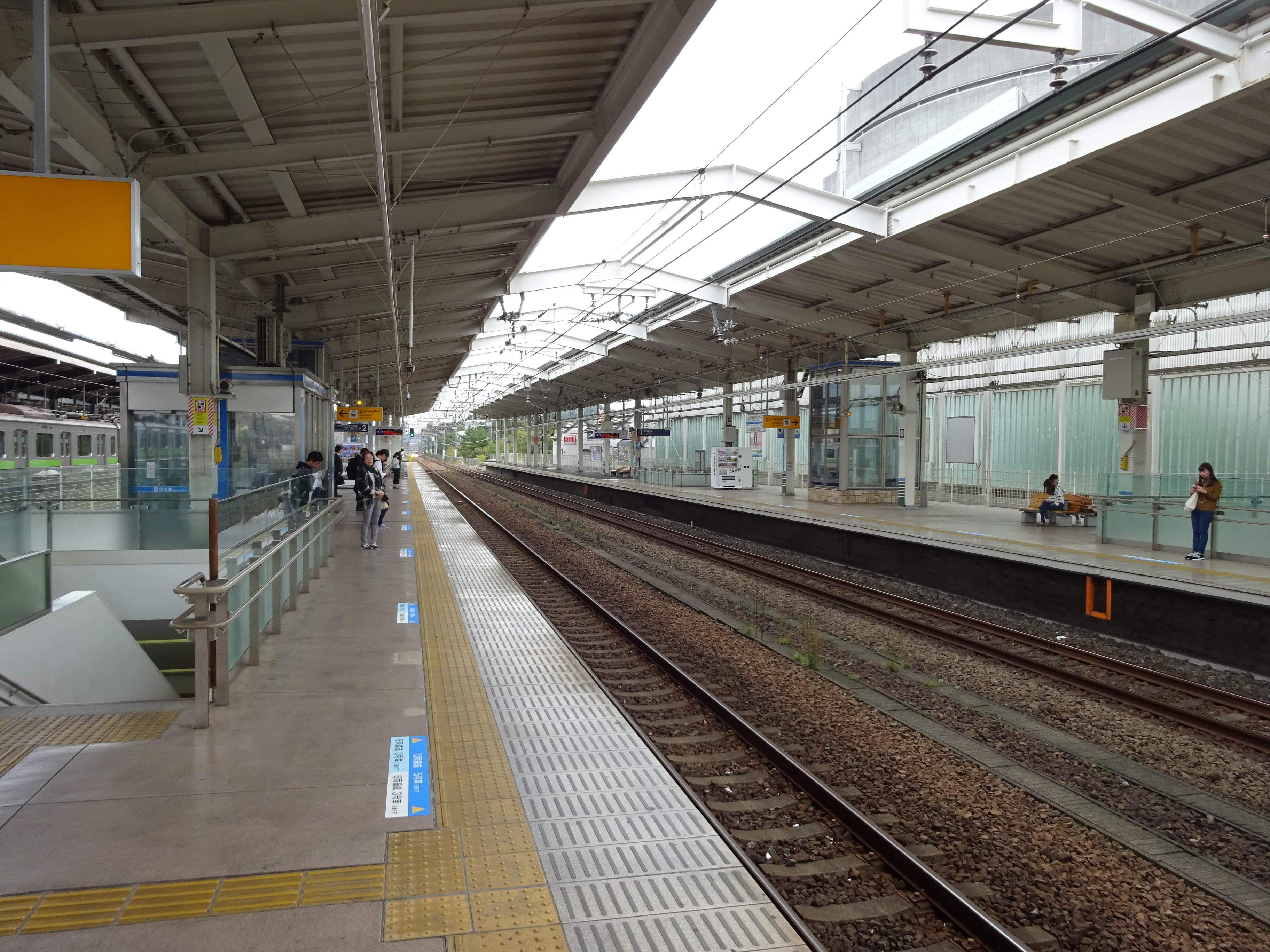
ホーム（2016年10月）
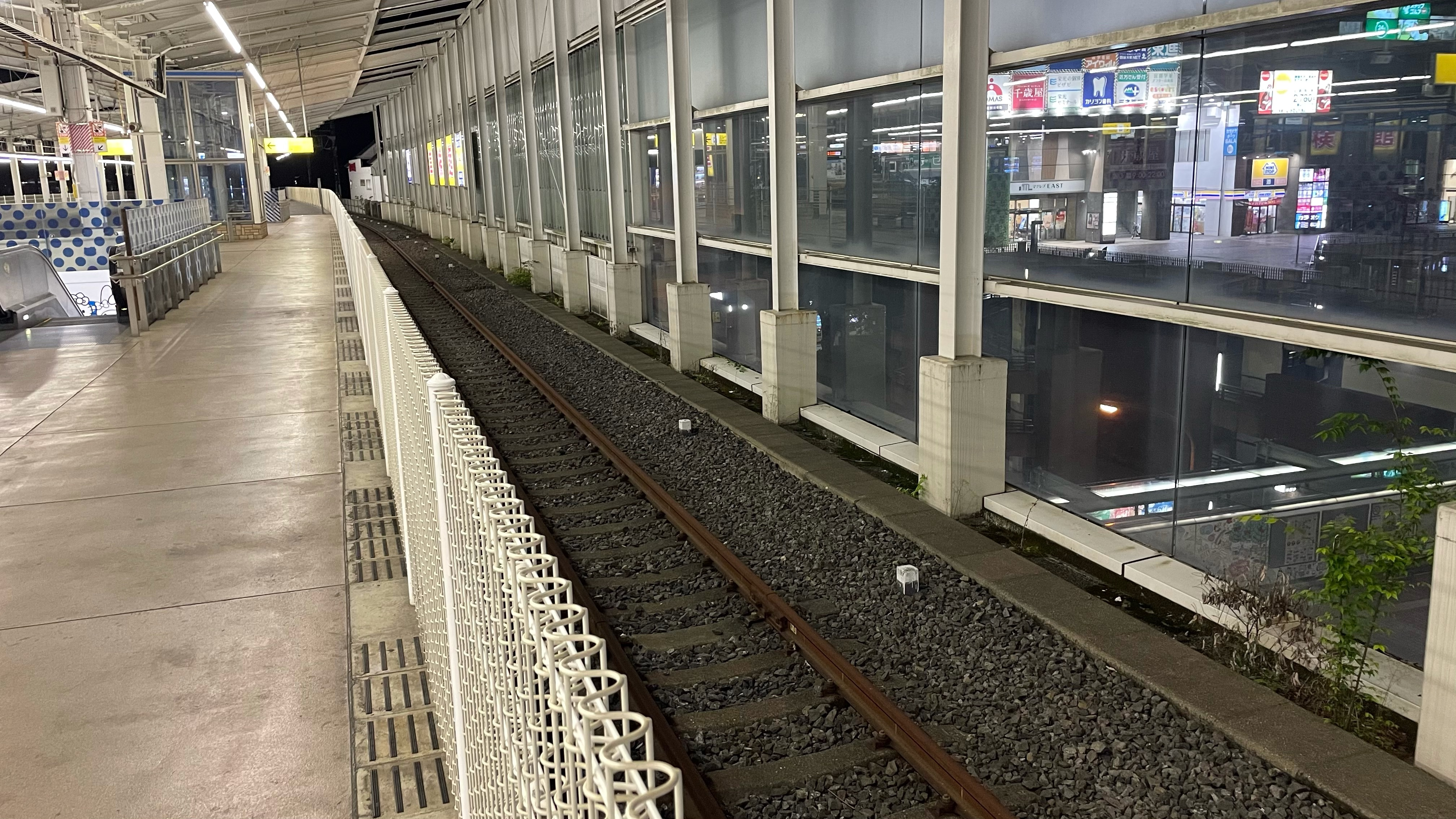
柵で封鎖された後も、副本線の線路は残されている。（2021年5月）

### 多摩都市モノレール（多摩センター駅）
相対式ホーム2面2線を有する道路上に構築された高架駅で、多摩モノレール線の終点駅である。駅番号はTT01。地上およびペデストリアンデッキの高さから、上部の駅舎建物には階段の他にエスカレーターとエレベーターが通じ、完全にバリアフリー化されている。上北台方の上下線間にモノレール特有の両渡りポイントが設置されている。
駅の外観は蒸気機関車の動輪をイメージしたデザインであり、そのデザインが施された部分の窓の内側がエスカレーターの部分になっている。「多摩ニュータウンの中心に新たに誕生した車輪をイメージしデザインされた駅」として、2000年に関東の駅百選に選定された。
駅の北側で高架の京王・小田急両線のさらに上を通る関係で、線内において地上からの高さが最も高い駅となっている。
多摩モノレールは、当駅より先、町田駅、八王子駅方面への延伸が東京都による次期整備路線（導入空間の確保に着手すべき路線）とされているため、将来中間駅になる可能性がある。2013年に町田市は「多摩都市モノレール町田方面延伸協議会」を設立し、町田市として延伸を推進している。なお、町田方面へは、既に多摩市内と町田市内の一部区間で導入空間の確保がされている。
多摩センター駅務管理所の所在駅であり、甲州街道 - 当駅間を管理している。

#### のりば
| 番線 | 路線                 | 行先       |
| ---- | -------------------- | ---------- |
| 1・2 | 多摩都市モノレール線 | 上北台方面 |

- 設備メンテナンスの都合上、日中は平日ダイヤでは1番線、土曜・休日ダイヤでは2番線を常用の乗降ホームとして、構造物が片減りしないように均等に使い分けをしている。

#### 駅構内施設
- セブンイレブン - 2021年7月にファミリーマートから転換

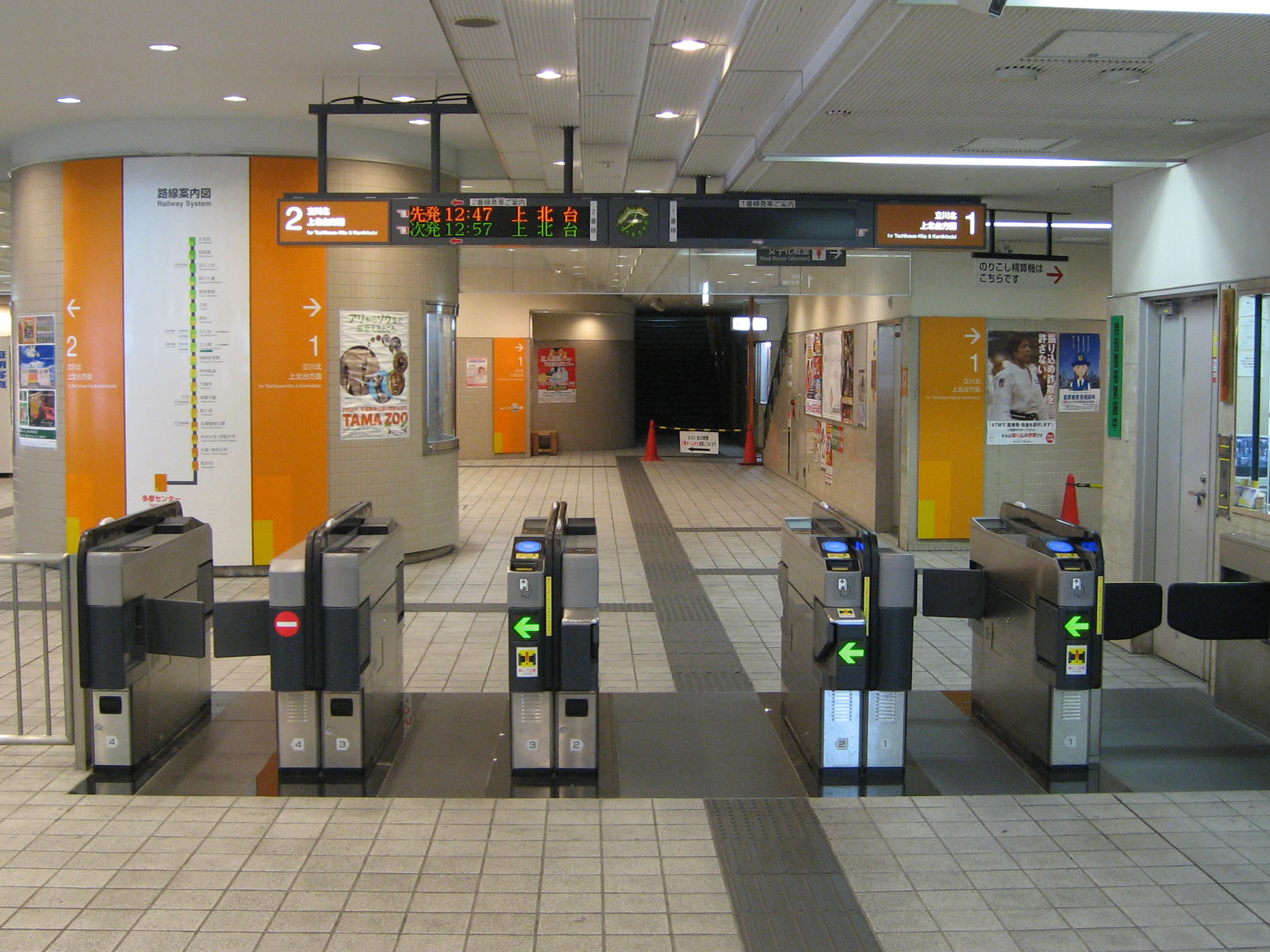
改札口（2008年11月）
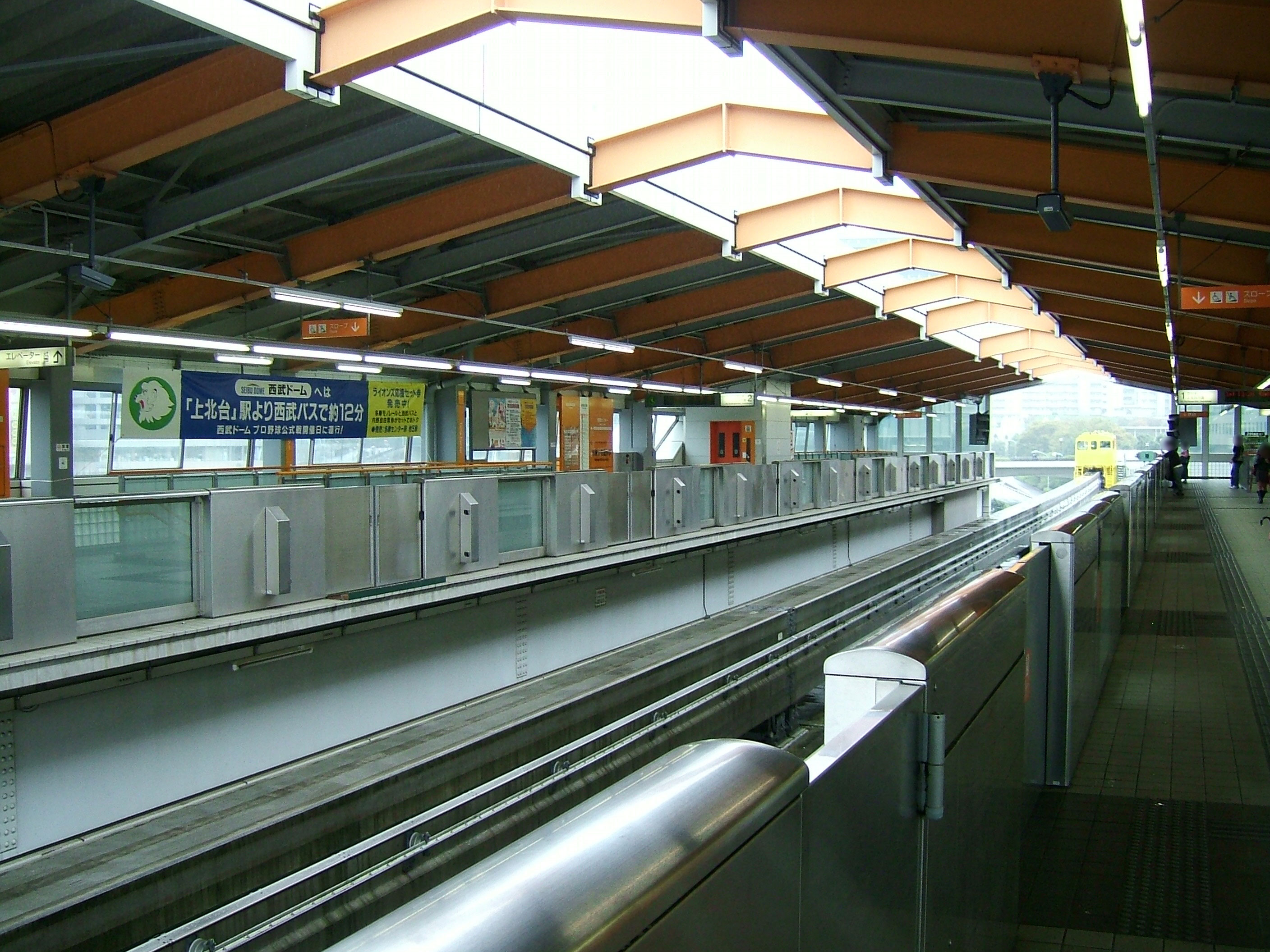
ホーム（2008年10月）

## 利用状況
多摩センター駅の利用者数は、周辺の住宅開発（特に多摩ニュータウン開発）や、業務施設・商業施設等の進出に比例する形で増加してきているが、下表にある通り、当初からの乗降者数を比較すると、圧倒的に京王の方が多かった。これは京王が開通時から新宿方面への都心直通列車を主体に運行していたのに対し、小田急側は町田方面からの需要逼迫のため小田原線への直通列車が運行されず、新百合ヶ丘止まりの各駅停車主体のダイヤ運行に終始していたためである。
その後、小田急も小田原線への直通運転を開始して都心方面への新たな直結ルートが成立したことや、多摩都市モノレールの開通で小田急沿線から立川方面への新たなルートが成立したことにより、相互間の乗り換え利用客が発生したこと、小田急の複々線化が進捗し、都心方面への所要時間が短縮したこと、多摩線の運賃を値下げしたことなどで、現在は小田急の利用者が京王の半分程度の数字まで追い上げる結果となっている。一方の京王も対抗する形で、新宿 - 橋本間を結ぶ特別料金不要の「特急」（2代目）および「準特急」を運行開始した。それまで最短時間で都心方面に向かうには途中の調布での乗り換えが必要だったが、これにより乗り換えなしで、新宿 - 京王多摩センター間の日中所要時間は29分から31分程度となった。さらに小田急でも代々木上原 - 登戸間の複々線化完成に伴う2018年3月のダイヤ改正により、朝ラッシュ時間帯の「通勤急行」および「快速急行」の運行が開始され、新宿 - 小田急多摩センター間の所要時間は最短33分になり、現在朝ラッシュ時間帯に関しては京王より小田急の方が速達性で優位に立っている。
- 京王電鉄 - 2024年度の1日平均乗降人員は78,801人である[京王 1]。
京王電鉄の駅の中では千歳烏山駅に次いで第10位。多摩ニュータウンの駅の中で最も利用者数が多い。
- 小田急電鉄 - 2024年度の1日平均乗降人員は46,353人である[小田急 1]。
小田急電鉄の駅の中では全70駅中第24位。
- 多摩モノレール - 2023年度の1日平均乗降人員は32,921人（乗車人員：16,403人、降車人員：16,518人）である[モノ 1]。
多摩モノレールの駅の中では立川北駅に次いで第2位。

### 年度別1日平均乗降人員
各年度の1日平均乗降人員は下表の通り。
| 年度               | 京王帝都電鉄 / 京王電鉄 | 京王帝都電鉄 / 京王電鉄 | 小田急電鉄       | 小田急電鉄 | 多摩モノレール   | 多摩モノレール |
| 年度               | 1日平均 乗降人員        | 増加率                  | 1日平均 乗降人員 | 増加率     | 1日平均 乗降人員 | 増加率         |
| ------------------ | ----------------------- | ----------------------- | ---------------- | ---------- | ---------------- | -------------- |
| 1974年（昭和49年） | 1,097                   |                         | 1,080            |            | 未開業           | 未開業         |
| 1975年（昭和50年） | 3,167                   | 188.7%                  | 1,586            | 46.9%      | 未開業           | 未開業         |
| 1976年（昭和51年） | 11,828                  | 273.5%                  | 1,798            | 13.4%      | 未開業           | 未開業         |
| 1977年（昭和52年） | 14,435                  | 22.0%                   | 2,462            | 36.9%      | 未開業           | 未開業         |
| 1978年（昭和53年） | 17,700                  | 22.6%                   | 3,118            | 26.6%      | 未開業           | 未開業         |
| 1979年（昭和54年） | 19,682                  | 11.2%                   | 8,195            | 162.9%     | 未開業           | 未開業         |
| 1980年（昭和55年） | 23,469                  | 19.2%                   | 10,084           | 23.1%      | 未開業           | 未開業         |
| 1981年（昭和56年） | 26,580                  | 13.3%                   | 10,309           | 2.2%       | 未開業           | 未開業         |
| 1982年（昭和57年） | 30,163                  | 13.5%                   | 10,996           | 6.7%       | 未開業           | 未開業         |
| 1983年（昭和58年） | 34,259                  | 13.6%                   | 12,031           | 9.4%       | 未開業           | 未開業         |
| 1984年（昭和59年） | 37,980                  | 10.9%                   | 12,725           | 5.8%       | 未開業           | 未開業         |
| 1985年（昭和60年） | 42,365                  | 11.5%                   | 14,461           | 13.6%      | 未開業           | 未開業         |
| 1986年（昭和61年） | 45,408                  | 7.2%                    | 15,955           | 10.3%      | 未開業           | 未開業         |
| 1987年（昭和62年） | 49,995                  | 10.1%                   | 17,890           | 12.1%      | 未開業           | 未開業         |
| 1988年（昭和63年） | 52,660                  | 5.3%                    | 19,759           | 10.4%      | 未開業           | 未開業         |
| 1989年（平成元年） | 52,416                  | −0.5%                   | 21,297           | 7.8%       | 未開業           | 未開業         |
| 1990年（平成02年） | 62,820                  | 19.8%                   | 23,367           | 9.7%       | 未開業           | 未開業         |
| 1991年（平成03年） | 68,850                  | 9.6%                    | 24,113           | 3.2%       | 未開業           | 未開業         |
| 1992年（平成04年） | 73,666                  | 7.0%                    | 25,677           | 6.5%       | 未開業           | 未開業         |
| 1993年（平成05年） | 79,345                  | 7.7%                    | 28,042           | 9.2%       | 未開業           | 未開業         |
| 1994年（平成06年） | 84,448                  | 6.4%                    | 30,279           | 8.0%       | 未開業           | 未開業         |
| 1995年（平成07年） | 85,546                  | 1.3%                    | 31,101           | 2.7%       | 未開業           | 未開業         |
| 1996年（平成08年） | 84,705                  | −1.0%                   | 31,268           | 0.5%       | 未開業           | 未開業         |
| 1997年（平成09年） | 84,850                  | 0.2%                    | 30,622           | −2.1%      | 未開業           | 未開業         |
| 1998年（平成10年） | 86,001                  | 1.4%                    | 29,878           | −2.4%      | 未開業           | 未開業         |
| 1999年（平成11年） | 84,315                  | −2.0%                   | 29,794           | −0.3%      | 19,957           |                |
| 2000年（平成12年） | 85,571                  | 1.5%                    | 32,290           | 8.4%       | 25,489           | 27.7%          |
| 2001年（平成13年） | 85,047                  | −0.6%                   | 32,015           | −0.9%      | 28,244           | 10.8%          |
| 2002年（平成14年） | 82,761                  | −2.7%                   | 32,971           | 3.0%       | 28,907           | 2.3%           |
| 2003年（平成15年） | 82,703                  | −0.1%                   | 34,222           | 3.8%       | 29,677           | 2.7%           |
| 2004年（平成16年） | 81,401                  | −1.6%                   | 33,787           | −1.3%      | 29,232           | −1.5%          |
| 2005年（平成17年） | 80,611                  | −1.0%                   | 36,493           | 8.0%       | 29,101           | −0.4%          |
| 2006年（平成18年） | 80,546                  | −0.1%                   | 39,352           | 7.8%       | 30,250           | 3.9%           |
| 2007年（平成19年） | 83,632                  | 3.8%                    | 42,359           | 7.6%       | 32,173           | 6.4%           |
| 2008年（平成20年） | 86,052                  | 2.9%                    | 44,827           | 5.8%       | 33,864           | 5.3%           |
| 2009年（平成21年） | 84,161                  | −2.2%                   | 45,705           | 2.0%       | 34,491           | 1.9%           |
| 2010年（平成22年） | 82,803                  | −1.6%                   | 46,984           | 2.8%       | 34,712           | 0.6%           |
| 2011年（平成23年） | 81,249                  | −1.9%                   | 46,253           | −1.6%      | 33,943           | −2.2%          |
| 2012年（平成24年） | 81,841                  | 0.7%                    | 47,290           | 2.2%       | 34,902           | 2.8%           |
| 2013年（平成25年） | 85,284                  | 4.2%                    | 48,961           | 3.5%       | 36,142           | 3.6%           |
| 2014年（平成26年） | 84,345                  | −1.1%                   | 48,554           | −0.8%      | 36,016           | −0.3%          |
| 2015年（平成27年） | 86,217                  | 2.2%                    | 49,809           | 2.6%       | 37,105           | 3.0%           |
| 2016年（平成28年） | 87,551                  | 1.5%                    | 50,585           | 1.6%       | 37,036           | −0.2%          |
| 2017年（平成29年） | 87,411                  | −0.2%                   | 50,319           | −0.5%      | 36,665           | −1.0%          |
| 2018年（平成30年） | 90,216                  | 3.2%                    | 51,318           | 2.0%       | 37,104           | 1.2%           |
| 2019年（令和元年） | 90,353                  | 0.2%                    | 51,315           | −0.0%      | 37,449           | 0.9%           |
| 2020年（令和02年） | 58,026                  | −35.8%                  | 31,339           | −38.9%     | 19,483           | −48.0%         |
| 2021年（令和03年） | 65,805                  | 13.4%                   | 37,375           | 19.3%      | 25,271           | 29.7%          |
| 2022年（令和04年） | 74,516                  | 13.2%                   | 43,358           | 16.0%      | 33,450           | 32.4%          |
| 2023年（令和05年） | 77,670                  | 4.2%                    | 44,153           | 1.8%       | 32,921           | −1.6%          |
| 2024年（令和06年） | 78,801                  | 1.5%                    | 46,353           | 5.0%       |                  |                |

### 年度別1日平均乗車人員（1974年 - 2000年）
各年度の1日平均乗車人員は下表の通り。
| 年度               | 京王帝都電鉄 / 京王電鉄 | 小田急電鉄 | 多摩モノレール | 出典              |
| ------------------ | ----------------------- | ---------- | -------------- | ----------------- |
| 1974年（昭和49年） | 569                     | 557        | 未開業         | [ 東京都統計 1 ]  |
| 1975年（昭和50年） | 1,668                   | 818        | 未開業         | [ 東京都統計 2 ]  |
| 1976年（昭和51年） | 6,276                   | 892        | 未開業         | [ 東京都統計 3 ]  |
| 1977年（昭和52年） | 7,639                   | 1,229      | 未開業         | [ 東京都統計 4 ]  |
| 1978年（昭和53年） | 9,323                   | 2,753      | 未開業         | [ 東京都統計 5 ]  |
| 1979年（昭和54年） | 10,042                  | 3,613      | 未開業         | [ 東京都統計 6 ]  |
| 1980年（昭和55年） | 12,102                  | 4,664      | 未開業         | [ 東京都統計 7 ]  |
| 1981年（昭和56年） | 13,552                  | 4,792      | 未開業         | [ 東京都統計 8 ]  |
| 1982年（昭和57年） | 15,362                  | 5,203      | 未開業         | [ 東京都統計 9 ]  |
| 1983年（昭和58年） | 17,515                  | 5,698      | 未開業         | [ 東京都統計 10 ] |
| 1984年（昭和59年） | 19,112                  | 6,239      | 未開業         | [ 東京都統計 11 ] |
| 1985年（昭和60年） | 21,443                  | 7,051      | 未開業         | [ 東京都統計 12 ] |
| 1986年（昭和61年） | 22,994                  | 7,806      | 未開業         | [ 東京都統計 13 ] |
| 1987年（昭和62年） | 25,354                  | 8,815      | 未開業         | [ 東京都統計 14 ] |
| 1988年（昭和63年） | 26,347                  | 9,876      | 未開業         | [ 東京都統計 15 ] |
| 1989年（平成元年） | 26,343                  | 10,812     | 未開業         | [ 東京都統計 16 ] |
| 1990年（平成02年） | 31,592                  | 11,825     | 未開業         | [ 東京都統計 17 ] |
| 1991年（平成03年） | 34,723                  | 12,222     | 未開業         | [ 東京都統計 18 ] |
| 1992年（平成04年） | 37,114                  | 12,763     | 未開業         | [ 東京都統計 19 ] |
| 1993年（平成05年） | 40,083                  | 13,932     | 未開業         | [ 東京都統計 20 ] |
| 1994年（平成06年） | 42,775                  | 15,076     | 未開業         | [ 東京都統計 21 ] |
| 1995年（平成07年） | 43,213                  | 15,451     | 未開業         | [ 東京都統計 22 ] |
| 1996年（平成08年） | 42,647                  | 15,568     | 未開業         | [ 東京都統計 23 ] |
| 1997年（平成09年） | 42,711                  | 15,374     | 未開業         | [ 東京都統計 24 ] |
| 1998年（平成10年） | 43,218                  | 14,974     | 未開業         | [ 東京都統計 25 ] |
| 1999年（平成11年） | 42,313                  | 14,964     | 10,010         | [ 東京都統計 26 ] |
| 2000年（平成12年） | 43,041                  | 16,301     | 12,708         | [ 東京都統計 27 ] |

### 年度別1日平均乗車人員（2001年以降）
| 年度               | 京王電鉄 | 小田急電鉄 | 多摩モノレール | 出典              |
| ------------------ | -------- | ---------- | -------------- | ----------------- |
| 2001年（平成13年） | 41,244   | 16,154     | 14,082         | [ 東京都統計 28 ] |
| 2002年（平成14年） | 39,973   | 16,703     | 14,423         | [ 東京都統計 29 ] |
| 2003年（平成15年） | 39,691   | 17,360     | 14,799         | [ 東京都統計 30 ] |
| 2004年（平成16年） | 40,333   | 18,306     | 14,584         | [ 東京都統計 31 ] |
| 2005年（平成17年） | 39,935   | 18,684     | 14,517         | [ 東京都統計 32 ] |
| 2006年（平成18年） | 40,175   | 20,125     | 15,128         | [ 東京都統計 33 ] |
| 2007年（平成19年） | 41,719   | 21,572     | 16,157         | [ 東京都統計 34 ] |
| 2008年（平成20年） | 42,893   | 22,750     | 16,978         | [ 東京都統計 35 ] |
| 2009年（平成21年） | 41,938   | 23,162     | 17,292         | [ 東京都統計 36 ] |
| 2010年（平成22年） | 41,225   | 23,836     | 17,411         | [ 東京都統計 37 ] |
| 2011年（平成23年） | 40,459   | 23,440     | 17,020         | [ 東京都統計 38 ] |
| 2012年（平成24年） | 40,721   | 24,020     | 17,451         | [ 東京都統計 39 ] |
| 2013年（平成25年） | 42,500   | 24,828     | 18,105         | [ 東京都統計 40 ] |
| 2014年（平成26年） | 42,035   | 24,619     | 18,021         | [ 東京都統計 41 ] |
| 2015年（平成27年） | 42,945   | 25,297     | 18,512         | [ 東京都統計 42 ] |
| 2016年（平成28年） | 43,621   | 25,661     | 18,501         | [ 東京都統計 43 ] |
| 2017年（平成29年） | 43,579   | 25,531     | 18,342         | [ 東京都統計 44 ] |
| 2018年（平成30年） | 44,523   | 26,192     | 18,550         | [ 東京都統計 45 ] |
| 2019年（令和元年） | 44,511   | 26,203     | 18,744         | [ 東京都統計 46 ] |
| 2020年（令和02年） | 28,633   | 15,978     | 9,765          | [ 東京都統計 47 ] |
| 2021年（令和03年） | 32,696   | 19,095     | 12,641         | [ 東京都統計 48 ] |

## 駅周辺
多摩センター駅南側の一帯は多摩ニュータウンの中心として、また周辺地域も含めた広範囲のエリアに高次な都市機能を提供するための「都市センター」として整備された。
東京都は多摩ニュータウンを「核都市」としており、その業務・商業市街地地区の一つである多摩センター駅周辺は東京都の「都心等拠点地区」に位置付けられている。また、首都圏基本計画では多摩市が「業務核都市」と位置付けられ、そのなかで多摩センター駅周辺は「業務施設集積地区」として位置付けられている。どちらも「多摩センター地区」として、多摩センター駅を中心とした多摩市落合・鶴牧・山王下・愛宕の各一部が区域に定められ、地区の北側は八王子市との境界になっている。2007年現在、多摩市内の商業集積地の年間商品販売額において多摩センター駅周辺（33,140 百万円）は、多摩市で最大の聖蹟桜ヶ丘駅周辺（47,612 百万円）に次ぐ規模である。 聖蹟桜ヶ丘駅周辺とともに多摩市都市計画マスタープランで「広域型商業・業務地」と位置付けられる多摩市の中心地である。また、当駅周辺には中央大学、帝京大学、明星大学、大妻女子大学、東京都立大学など大学が多く立地しているため、学生の利用者も多い。
業務施設の進出も活発で、主な企業としてベネッセコーポレーション東京本社や朝日生命保険多摩本社、東京海上日動システムズ本社、ミツミ電機本社、みずほ銀行情報センターなどがあるほか、2007年にティアック本社とCSK（現・SCSK）多摩センターオフィス、2009年にJUKI本社、2010年には野村総合研究所（NRI）東京第一センター、東京都民銀行研修センターが竣工した。このほか2020年までにTIS、長谷工コーポレーションやKDDIのオフィスビルが完成した。
また、大型商業施設としては駅前の「マグレブビル・マグレブEAST・マグレブWEST」、多数の専門店が入る「ココリア多摩センター」(旧・多摩そごう、三越多摩センター店)、イトーヨーカドーを核テナントとする「丘の上プラザ」があるほか、2005年にワーナー・マイカル・シネマズ（現・イオンシネマ）を核テナントとした複合商業施設「丘の上パティオ」、2006年にザ・ダイソーの大型店舗（2015年現在、東京都で4番目の規模）、2008年に多摩中央公園に隣接して「クロスガーデン多摩」が開業した。
公共施設としては、多摩市役所多摩センター駅出張所、多摩中央警察署、多摩消防署多摩センター出張所、多摩郵便局、東京都住宅供給公社多摩窓口などがあり、文化施設としては、複合文化施設パルテノン多摩や多摩市立中央図書館、東京都埋蔵文化財センターのほか、屋内型テーマパークの「サンリオピューロランド」が国内外から多くの観光客を集めている。2020年には、「KDDIミュージアム」を併設し、ホテルとして一般の宿泊も可能な複合型研修施設「LINK FOREST」が開業した。
駅北側の乞田川は、当駅周辺から永山駅周辺にかけての約3kmにわたって桜並木が続き、毎年春には花見客で賑わう。
アニメ『とある魔術の禁書目録』及び『とある科学の超電磁砲』では、多摩センター駅前の風景が「学園都市」として多く登場することから、多摩市ではこれにあやかり「とあるアニメの学園都市化計画」を展開しており、実際の地図にアニメの画像をリンクさせた限定非売品のマップ「学園都市広域詳細地図」の配布などのイベントが多摩センター駅前で実施された。実際に多摩センター駅周辺には大学が多く、中央大学・帝京大学・桜美林大学・恵泉女学園大学・国士舘大学・東京医療学院大学などへスクールバスや路線バスが発着している。

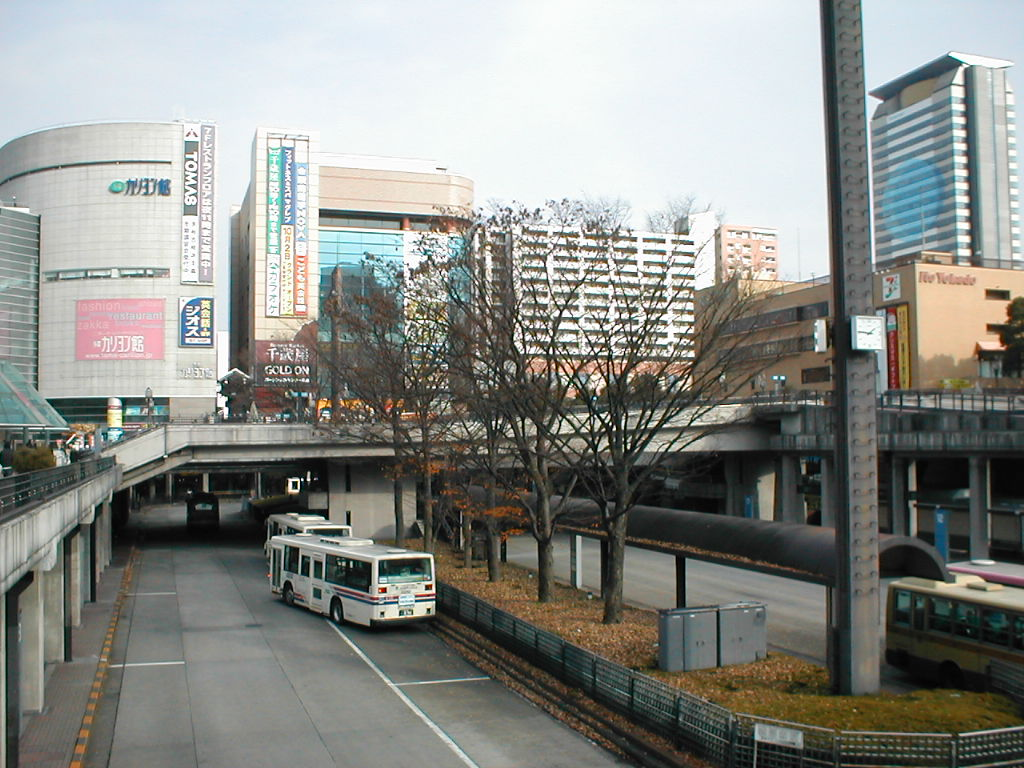
バスターミナル周辺（2006年）
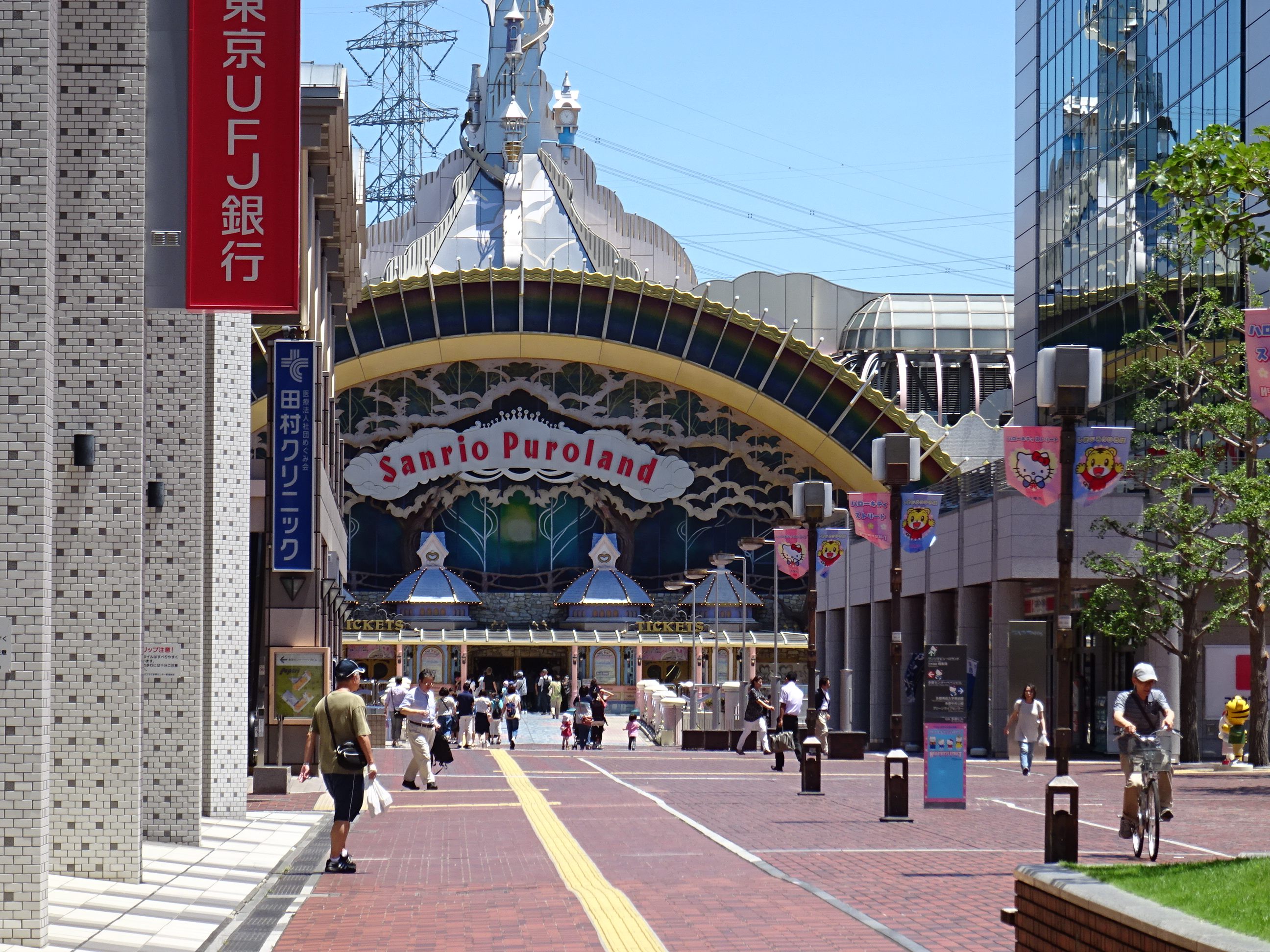
サンリオピューロランド（2015年）
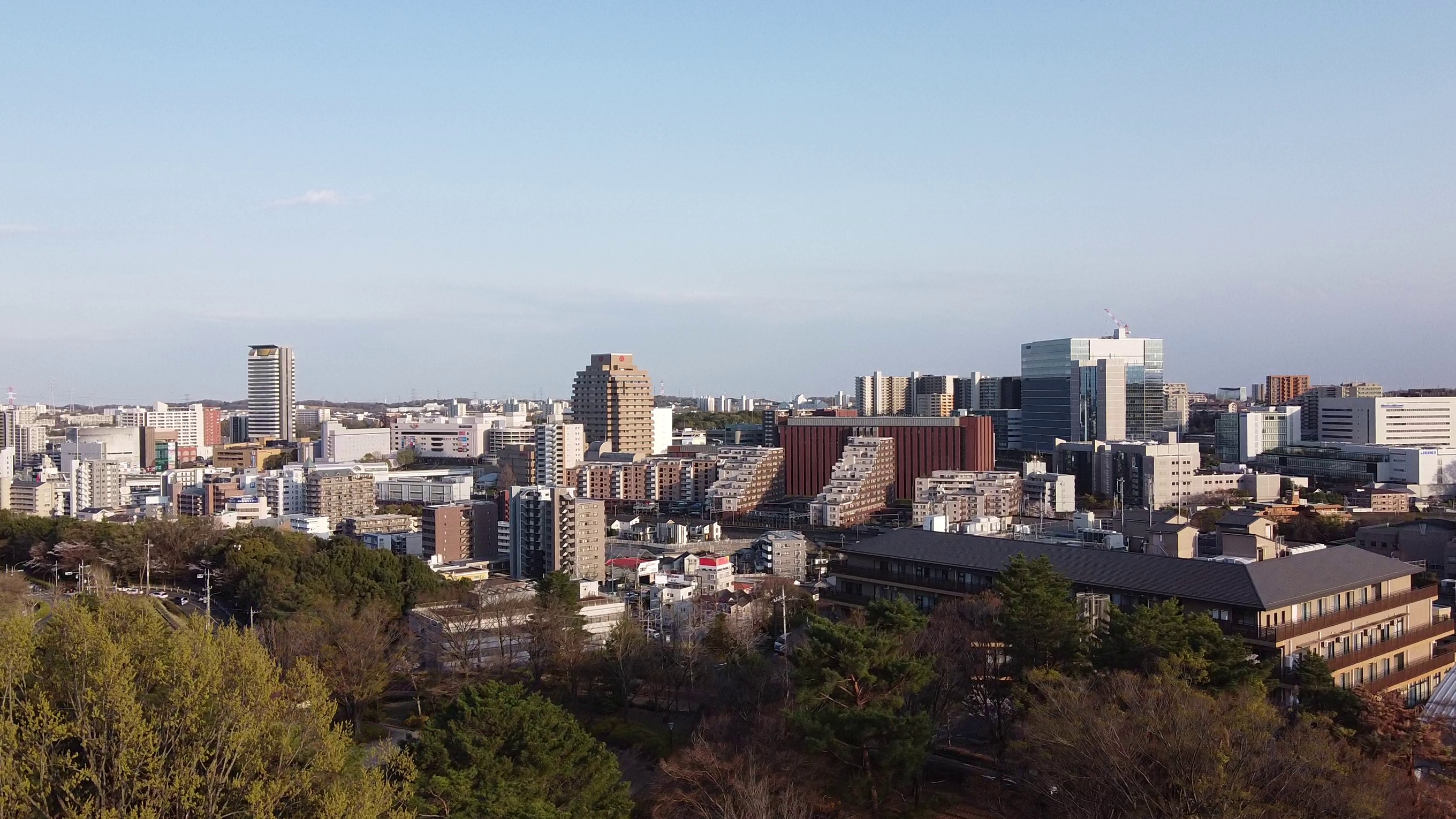
企業のビルが集積する駅南西部（2021年）
多摩中央公園（2013年）

### 駅南側
多数の施設が集積しており、都市軸となり駅からパルテノン多摩を直線で結ぶ歩行者専用道路「パルテノン大通り」を境に南東・南西と分けた。
駅の南側一帯が多摩ニュータウンの「都市センター」であり、多摩ニュータウンの中心として、また周辺地域も含めた広範囲のエリアに高次な都市機能を提供する役割を担っている。新住宅市街地開発事業による計画的な街並みで、歩行者と車の通行を立体交差で隔離した歩車分離を基本とする歩行者専用道路を導入した独特の道路整備が行われている。

#### 駅南東
- マグレブEAST - 専門店街、飲食店街
- マグレブビル - 総合アミューズメントビル
- おちあい横丁 - 飲食店街
- 丘の上プラザ - イトーヨーカドーと専門店街
- 丘の上パティオ - イオンシネマ、飲食店街ほか
- イコット多摩センター - ザ・ダイソー、クリニックモールほか
- ベネッセコーポレーション東京ビル - 地上100メートルの最上階にプラネタリウム・展望フロアがある。
- サンリオピューロランド - 屋内型テーマパーク
- 極楽湯多摩センター - スーパー銭湯・温泉施設
- 東京都埋蔵文化財センター
- みずほ銀行 多摩センター支店
- 三菱UFJ銀行 多摩センター支店
- 横浜銀行 多摩センター支店
- 三井住友信託銀行 多摩桜ヶ丘支店 多摩センター出張所
- 落合白山神社

#### 駅南西
- ココリア多摩センター - 専門店街、都下最大級の丸善書店がある（三越は2017年3月に撤退）。
- クロスガーデン多摩 - 専門店や量販店、飲食店等
- マグレブWEST - 飲食店及び物販店等
- KDDI多摩センタービル
- LINK FOREST - ホテルとして一般の宿泊も可能なKDDIの複合型研修施設
  - KDDI MUSEUM
  - KDDI ART GALLERY
- 三井住友銀行 ココリア多摩センター店
- 多摩信用金庫 多摩センター支店
- 新都市センタービル - 多摩テレビ本社ほか
- ニューシティ多摩センタービル - ティアック本社ほか
- 朝日生命保険 多摩本社
- みずほ銀行 情報センター
- 東京海上日動システムズ 本社
- ミツミ電機 本社
- JUKI本社
- 多摩郵便局
- 警視庁多摩中央警察署
- 東京消防庁多摩消防署多摩センター出張所
- 東京都立多摩南部地域病院

#### 駅南東 - 南西に跨る施設
- バスロータリー（多摩センター駅） - 各のりばについてはバス路線の項参照。
- パルテノン多摩
- 桜美林大学 多摩キャンパス
- 多摩中央公園
  - 多摩市立中央図書館
  - 多摩市立グリーンライブセンター
  - 旧富澤家住宅（庭園含む）
- 共同利用駐車場（7か所、うち1か所は定期利用専用） - 当駅の南側には大規模駐車場が複数あり、周辺商業施設の利用において駐車サービスが受けられる。長らく駅周辺の駐車場は多摩都市交通施設公社の寡占状態であったが、多摩ニュータウン計画の変更で民間への土地売払いなどが進み、商業施設独自の駐車場や民間駐車場（いわゆるコインパーキング）も見られるようになった。前述の大規模駐車場も新都市センター開発株式会社を経てタイムズ24に委託されており、この結果「公営」の駐車場はほぼなくなっている。

### 駅北側
駅北側は土地区画整理事業によって整備され、雑居ビルやマンション等が混在する多様な土地利用の街並みになっている。
- 多摩センター郵便局（旧・特定郵便局）
- セコム HDセンター多摩
- 京西テクノス 本社
- SCSK 多摩センターオフィス
- きらぼし銀行 多摩研修所
- 野村総合研究所 東京第一センター
- 東京都水道局 山王下庁舎
- 東京都立南多摩看護専門学校

### 多摩ニュータウンの「多摩センター地区」における民間マンション建設
1987年（昭和62年）の施行計画第11回届出で、多摩センター駅を中心とする商業・業務エリアと、その南西に隣接する未開発地区が「多摩センター地区」として設定され、未開発地区は「集合住宅用地」とされた。しかし「集合住宅用地」となった未開発地区には、高層住宅の建設が計画されたものの、結局長らく開発されないまま残されることになった。未開発地区は長年の間に幾度となく土地利用計画が変更されたが、最終的には2001年（平成13年）に公団と多摩市により多摩センター地区での住宅建設が同意され、この南西部の未開発地区に加え、駅前の一部用地に「都市センター用地」の「住機能許容街区」が設定された。これは商業・業務用地の一種であるが、店舗や事務所を併設すればマンションを建設できるものである。
これを受けて南西部の未開発地区では、未整備だった歩行者専用道路が整備され、隣接する地区の歩行者専用道路や、多摩センター駅前の歩行者デッキと接続された。歩行者専用道路と車道は立体交差になっているため、自宅から多摩センター駅前、公園や商業施設、学校などへ車道を一切横断することなく移動を可能にしている。多摩ニュータウンでは新住宅市街地開発事業区域全体に渡ってこうした歩行者専用道路が整備され、安全だと評価されている。
こうして、2005年（平成17年）入居の「D'グラフォート多摩センター煉瓦坂」を皮切りに多摩センター地区での住宅供給が始まった。それまで分譲マンションを多摩ニュータウンで主に供給してきた公団は、1999年（平成11年）に分譲事業から撤退していたため、多摩センター地区では民間デベロッパーに土地を売却する形で住宅供給が行われている。一方で民間が建設するマンションは、それまで多摩ニュータウンで建設されてきたものとは異なり、マンション敷地内に緑地が全く確保されていないと指摘されている。また、日照を確保するために横に大きく広がった板状の高層マンションは圧迫感を与え、「超高層の“壁”が建設されている」と非難されている。

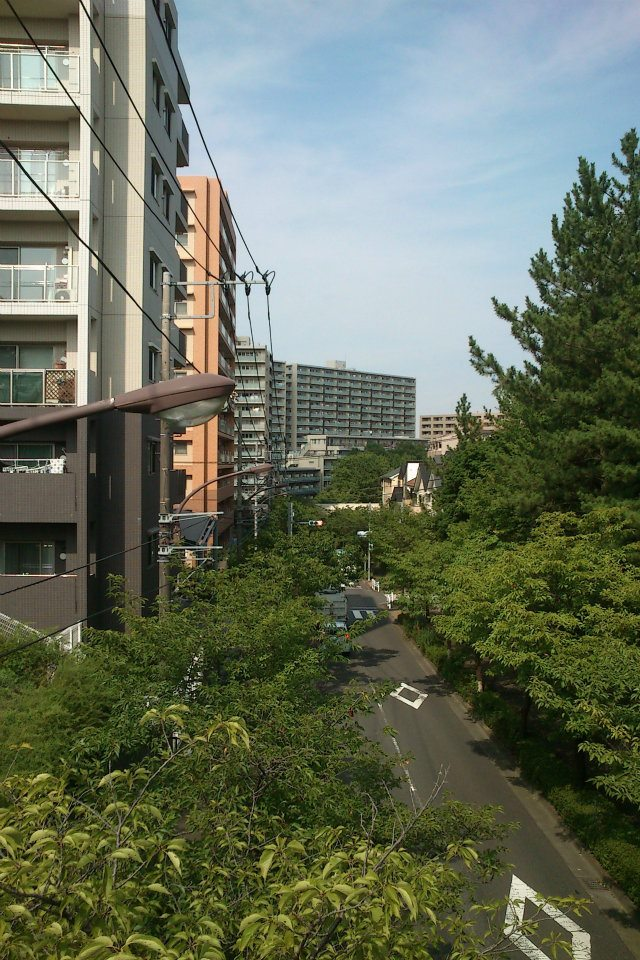
多摩センター地区の民間マンション群（2012年）
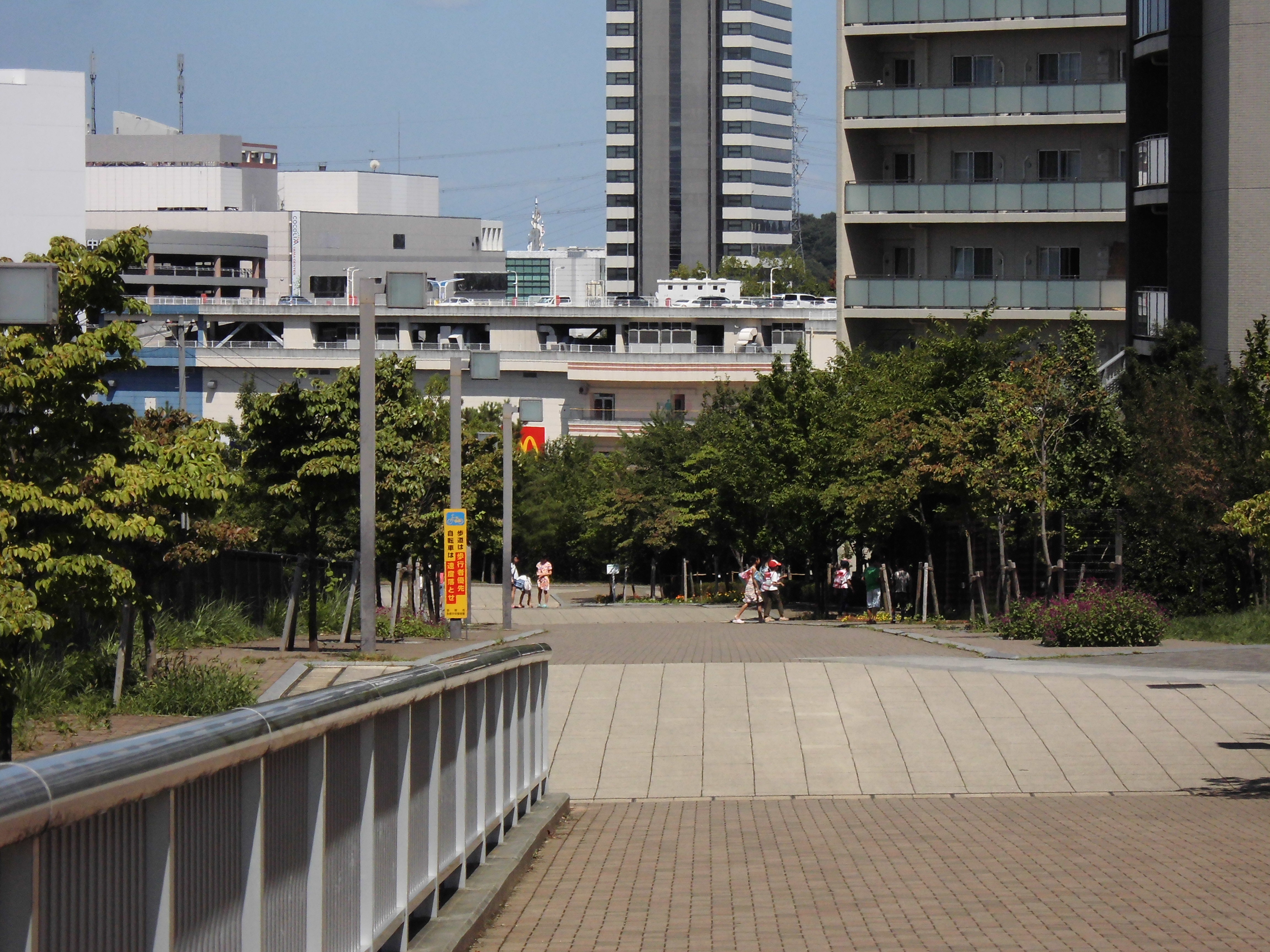
住宅地から多摩センター駅前へと続く歩行者専用道路（2013年）
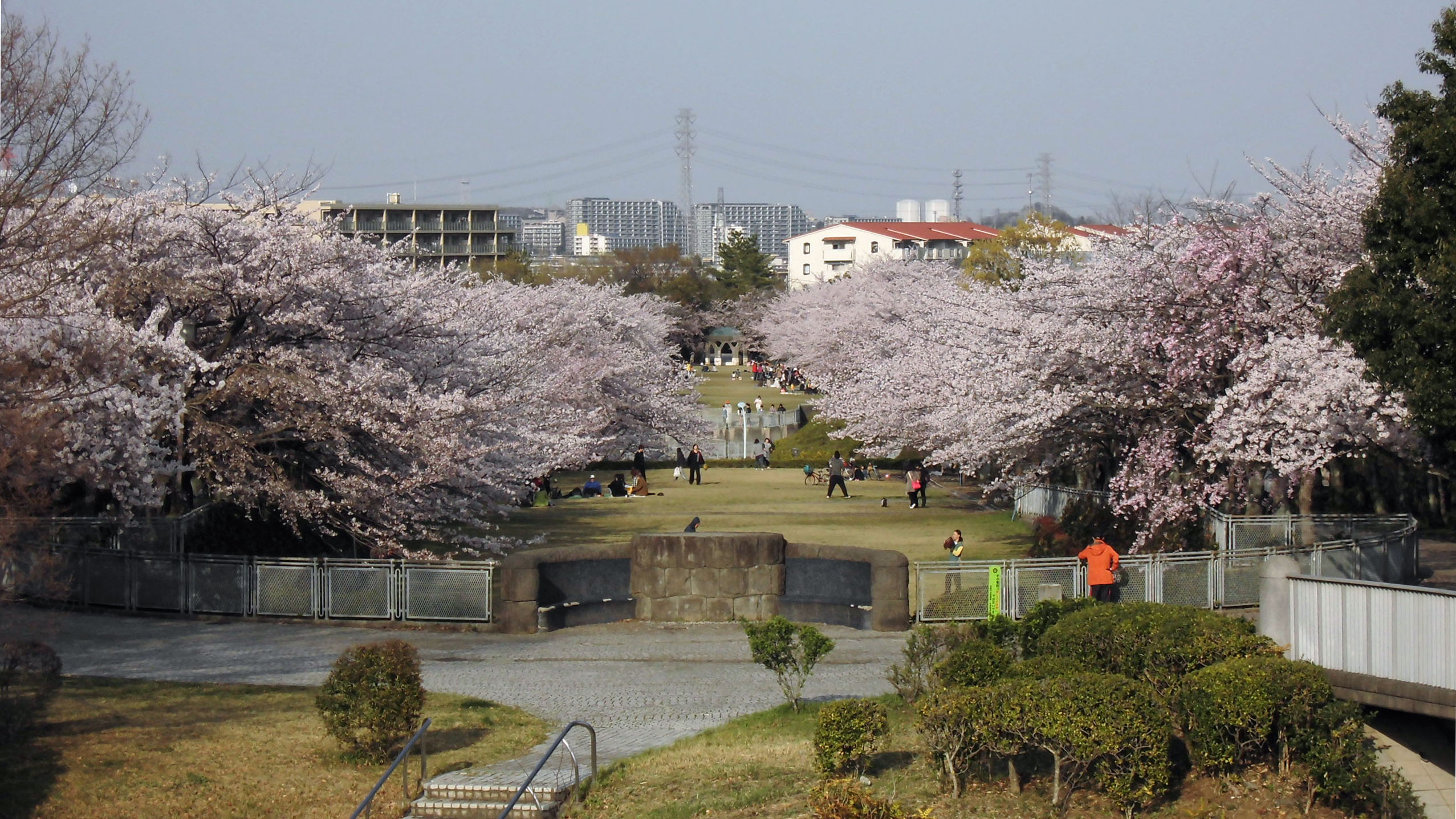
近隣には、多摩中央公園、鶴牧東公園、鶴牧西公園、奈良原公園といった大きな公園が複数ある（2014年）

## バス路線（多摩センター駅）
駅前南側ペデストリアンデッキ下部の1階にバスターミナルがあり、神奈川中央交通、京王電鉄バス、京王バス、東京空港交通の4社の路線バスが乗り入れている。停留所名はいずれも多摩センター駅となっている。
この他に、京王バスが運行している多摩市ミニバスや深夜急行バス新宿駅西口発橋本駅行もある。
なお、多摩センター駅開業の1974年の時点では駅周辺は開発中であり、1976年には駅高架に近接して仮設のバス乗り場が設置されたのみで、現在の本格的なバスターミナルは存在していなかった。多摩センター駅周辺におけるニュータウンの住宅開発は落合・豊ヶ丘・貝取・愛宕・松が谷・鹿島の各住区で始まったが、いずれも駅から2km以上離れた遠い地点から建設を始めた経緯があり、住民の足にはバス路線網によるアクセスの整備が肝要であった。また、各住区へ向かう正規の道路も完成されておらず、「多03系統」豊ヶ丘四丁目行を例にとると、現存しない多摩中央公園予定地西側寄りの仮設道路から現在の「西落通り」となった道を経由して運行していた数年の時期があった。
また、2014年現在では当初とターミナルの運用が大きく異なっている。当初、中州部分に17・18・19番乗り場があった。ターミナルに入ってきたバスは2 - 13番のバスは直進、17 - 19番のバスは中州の手前を右折、中州を貫く斜めの道路を通して合流、マグレブの前をターンして出口へと向かっていた。また正面道路にも14・15番の乗り場があった。現在、17・18・19番乗り場前は路線バスが当初とは反対の向きで多数待機し、中州を貫く道路部分では主に空港連絡バスが出発時刻まで待機している。2014年時点でも各乗り場のバス停などは残されており、過去の運用状況が見受けられる。
当駅は周辺の各住区や鉄道の駅とを結ぶバス路線網が充実し、羽田・成田の各空港への直通リムジンバスが運行されるなど、多摩地区において有数の重要なバスターミナルになっている。
- 路線についての概況は営業所記事を参照。
  - 神奈川中央交通 - 多摩営業所
  - 京王電鉄バス - 桜ヶ丘営業所
  - 京王バス - 多摩営業所、南大沢営業所
- バスターミナルに接した多摩センター南通り沿いの16番のりば（京王多摩センター駅停留所）から空港連絡バスが発着する。
- 同一の行先（例・聖蹟桜ヶ丘駅行や鶴川駅行など）でも経由地が多数ある。
- 下記のバスターミナルとは別に、多摩モノレール通りの駅高架下には「多摩センター駅西口停留所」があり、多摩センター駅発着の一部系統（多13・多16[注釈 1]・多18・多43・豊32・豊33）が途中停留所として停車する（いずれも京王電鉄バス・京王バスの路線が使用）

### バスのりば
- 出典：[33]

| 乗場      | 系統      | 主要経由地                                            | 行先             | 運行事業者        | 備考                       |
| --------- | --------- | ----------------------------------------------------- | ---------------- | ----------------- | -------------------------- |
| 1・2・3番 | 降車専用  | 降車専用                                              | 降車専用         | 降車専用          | 降車専用                   |
| 4番       | 多16      | 堰場・帝京大学入口                                    | 帝京大学構内     | ■京王バス         |                            |
| 4番       | 多16      | 直行                                                  | 帝京大学構内     | ■京王バス         | 平日のみ運行。             |
| 4番       | 多16      | 直行                                                  | 帝京大学小学校   | ■京王バス         | 平日・土曜朝1本のみ運行。  |
| 5番       | 桜72 桜73 | 愛宕団地・一の宮                                      | 聖蹟桜ヶ丘駅     | ■京王電鉄バス     |                            |
| 5番       | 桜72      | 愛宕団地                                              | 一の宮           | ■京王電鉄バス     | 夜間のみ運行。             |
| 5番       | NT01      | ＜ニュータウン急行＞ 京王堀之内駅・南大沢駅・多摩境駅 | 橋本駅           | ■京王バス         | 平日深夜のみ運行（運休中） |
| 6番       | 桜62      | 愛宕東公園・多摩市役所                                | 聖蹟桜ヶ丘駅     | ■京王バス         |                            |
| 6番       | 桜62      |                                                       | 愛宕東公園       | ■京王バス         | 平日夜間のみ運行。         |
| 7番       | 多61      |                                                       | 富士見通下       | ■京王バス         | 夜間のみ運行。             |
| 7番       | 多61      | 鶴牧団地循環                                          | 多摩センター駅   | ■神奈中 ■京王バス |                            |
| 8番       | 永65      | 豊ヶ丘四丁目・貝取北センター                          | 永山駅           | ■神奈中 ■京王バス |                            |
| 8番       | 桜45 桜46 | 豊ヶ丘四丁目・貝取北センター                          | 聖蹟桜ヶ丘駅     | ■京王バス         |                            |
| 8番       | 多01      | 豊ヶ丘四丁目                                          | 京王多摩車庫     | ■京王バス         |                            |
| 8番       | 多03      |                                                       | 豊ヶ丘四丁目     | ■神奈中           |                            |
| 8番       | 多04      | 豊ヶ丘四丁目・京王多摩車庫                            | 鶴川駅           | ■神奈中           |                            |
| 9番       | 多11      | 松が谷循環                                            | 多摩センター駅   | ■京王バス         |                            |
| 9番       | 多11      | 松が谷                                                | 滝谷戸           | ■京王バス         | 夜間のみ運行。             |
| 9番       | 多17      | 松が谷高校循環                                        | 多摩センター駅   | ■京王バス         |                            |
| 9番       | 永52      | ＜多摩市ミニバス東西線＞右循環                        | 永山駅           | ■京王バス         |                            |
| 9番       | 永72      | ＜多摩市ミニバス南北線＞愛宕ルート                    | 永山駅           | ■京王バス         |                            |
| 10番      | 多05      | 青木葉公園・一本杉公園                                | 京王多摩車庫     | ■京王バス         |                            |
| 10番      | 鶴32      | 青木葉公園・小野路                                    | 鶴川駅           | ■神奈中           |                            |
| 11番      | 多43      | 上落合・福祉センター                                  | 日大三高         | ■京王バス         | 土曜1本のみ運行。          |
| 11番      | 多44      | 急行                                                  | 日大三高         | ■京王バス         |                            |
| 11番      | 多45      | 鶴牧西公園・福祉センター                              | 日大三高         | ■京王バス         |                            |
| 12番      | 桜73      |                                                       | 多摩南部地域病院 | ■京王電鉄バス     |                            |
| 12番      | 永53      | ＜多摩市ミニバス東西線＞左循環                        | 永山駅           | ■京王バス         |                            |
| 13番      | 多13      | 堰場・東中野                                          | 中央大学         | ■京王バス         | 平日夜間1本のみ運行。      |
| 13番      | 豊32      | 堰場・東中野・中央大学                                | 豊田駅南口       | ■京王バス         | 日中は豊33のみ運行。       |
| 13番      | 豊33      | 堰場・大塚住宅・明星大学南・中央大学                  | 豊田駅南口       | ■京王バス         | 日中は豊33のみ運行。       |
| 13番      | 多18      | 堰場・明星大学南・大塚住宅循環                        | 多摩センター駅   | ■京王バス         |                            |

16番のりばの空港連絡バスは、京王バス（南大沢営業所）と東京空港交通が運行している。この2系統のみ当バス停名は「京王多摩センター駅」となっている。
- 南大沢駅 - 京王多摩センター駅 - 聖蹟桜ヶ丘駅 - 羽田空港
- 南大沢駅 - 京王多摩センター駅 - 聖蹟桜ヶ丘駅 - 成田空港

## 多摩センターイルミネーション
クリスマスの時期を含めた毎年冬に開催される「多摩センターイルミネーション」は、多摩センター駅から多摩中央公園にかけて続く「パルテノン大通り」に約40万球の電球が飾り付けれ、多摩センター駅前における一大イベントとして定着している。その中央に設置されるクリスマスツリーは本物で、多摩市の友好都市である長野県富士見町から寄贈されたモミの木を使っている。また、「サンリオピューロランド」がこの地にあることに因み、運営するサンリオエンターテイメントの協賛で、サンリオキャラクターのライトバルーンが数か所に設置される。主催としては、多摩センターにある企業で構成する「多摩センター地区連絡協議会」や、商工会議所などが毎年実行委員会を結成している。
このイベントが開催されるきっかけは1990年、多摩センター駅前に「サンタランドツリー」が飾り付けられたことだった。ノルウェーのオスロから「サンタランド」として認定された北海道の広尾町から、エゾ松の寄贈を受けた多摩市文化振興財団の主催事業として行われたものだった。これは1993年までの4年間続いたところで、財団の財政事情から運営主体を多摩センター地区連絡会（現・多摩センター地区連絡協議会）に変更することになった。引き継ぎにあたっては事業運営の見直しが行われ、輸送費のかかる北海道からではなく、このときに友好都市の長野県富士見町のモミの木を使うことになった。こうしてこのイベントは1994年より「多摩センタークリスマスファンタジー」として新たなスタートを切った。
しかし、1999年から2000年にかけては本物のツリーは使われず、「アートツリー」と称した立体構造物が設置された。1999年はツリー上のテント被膜構造に内側からカクテル照明を当てる「レインボーツリー」で、2000年は聖火をイメージしたライトバルーンだった。後者については、朝日新聞で「ソフトクリーム？多摩センターに異色のXマスツリー」と取り上げられた。こうした異色のクリスマスツリーは評判が悪く、昼間にはその存在が理解されないという意見が数多く寄せられたことで、2001年からは富士見町のモミの木を再び使うことになった。そしてこのとき、商工会議所なども連携し、駅から多摩中央公園までを電飾で飾る「多摩センターイルミネーション」が始まったのである。
その後、電飾をLED化するなど省エネの取り組みが進められ、2012年現在、毎年期間中に約200万人が訪れる三多摩で有数のクリスマススポットになっている。なお、開催地である「パルテノン大通り」は歩行者専用道路で自動車が入ることができないため、安心してイルミネーションを楽しめる。
- イルミネーション（2009年11月撮影）
- イルミネーション（2009年11月撮影）
- イルミネーション（2009年11月撮影）
- イルミネーション（2009年11月撮影）
- イルミネーション（2009年11月撮影）

## 付記
- 当初、多摩ニュータウンの足を担う鉄道として京王・小田急とともに西武多摩川線の是政駅から多摩センター方面への延伸が計画されていたが、同線が武蔵境駅で接続している中央線快速のさらなる混雑が想定されたため、西武鉄道には延伸の事業認可が出なかった。
- 駅前のペデストリアンデッキは、映画やドラマのロケーション撮影に使われることが多い。主なロケ作品にはTVドラマ『このこ誰の子?』等がある。アニメや漫画等の作品でも度々登場する。
- 小田急多摩線の多摩センター延伸時には、行先表示の駅名のローマ字表記で「TAMA-SENTĀ」が使われていた[37] が、その後は英語の「CENTER」が使われている。
- 京王相模原線が1988年5月21日に南大沢まで延伸された時は通勤快速のみ同駅まで延伸したものの、延伸区間の利用者数と運行上の都合から快速は当駅折り返しが続いていた。しかし、1990年3月30日の橋本延伸後は通勤快速・快速とも終着駅まで運転されるようになった[38]。

## 隣の駅
京王電鉄
 相模原線
- □「京王ライナー」停車駅（上りは乗車のみ）

■特急・■急行
京王永山駅 (KO40) - 京王多摩センター駅 (KO41) - 南大沢駅 (KO43)
■区間急行・■快速・■各駅停車
京王永山駅 (KO40) - 京王多摩センター駅 (KO41) - 京王堀之内駅 (KO42)
小田急電鉄
 多摩線
■快速急行・□通勤急行・■急行・■各駅停車（通勤急行は平日朝上りのみ運転、全種別が小田急永山 - 唐木田間は各駅に停車）
小田急永山駅 (OT 05) - 小田急多摩センター駅 (OT 06) - 唐木田駅 (OT 07)
多摩都市モノレール
 多摩都市モノレール線
松が谷駅 (TT02) - 多摩センター駅 (TT01)